# Liste der Intercity-Express-Linien
Die Liste der Intercity-Express-Linien enthält alle von der DB Fernverkehr genannten, momentan betriebenen Intercity-Express-Linien. Zum Fahrplanwechsel am 10. Dezember 2023 wurden weitere Intercity-Linien ganz oder teilweise auf ICE umgestellt sowie neue Linien eingeführt.
Das Netz umfasst derzeit 39 im Fahrplan angegebene Linien sowie fünf ICE-Sprinter-Linien.

Takte und zulässige Höchstgeschwindigkeiten im deutschen ICE-Netz (2022)

## Legende
Linie
Nennt die offizielle Bezeichnung der DB Fernverkehr für die jeweilige Linie. Manche Linien, die sich sehr verzweigen, sind in einzelne Streckenabschnitte gegliedert, die jedoch von der offiziellen Linienbezeichnung ein wenig abweichen.
Linienverlauf
Der Verlauf stellt alle Halte auf einer Strecke dar. Halte, die nur durch einzelne Züge am Tag bedient werden, aber mehrfach täglich durchfahren bzw. umfahren werden, sind kursiv dargestellt.
Fahrzeugeinsatz
Diese Spalte zeigt an, welcher ICE-Zug-Typ in der Regel auf dieser Linie verkehrt.

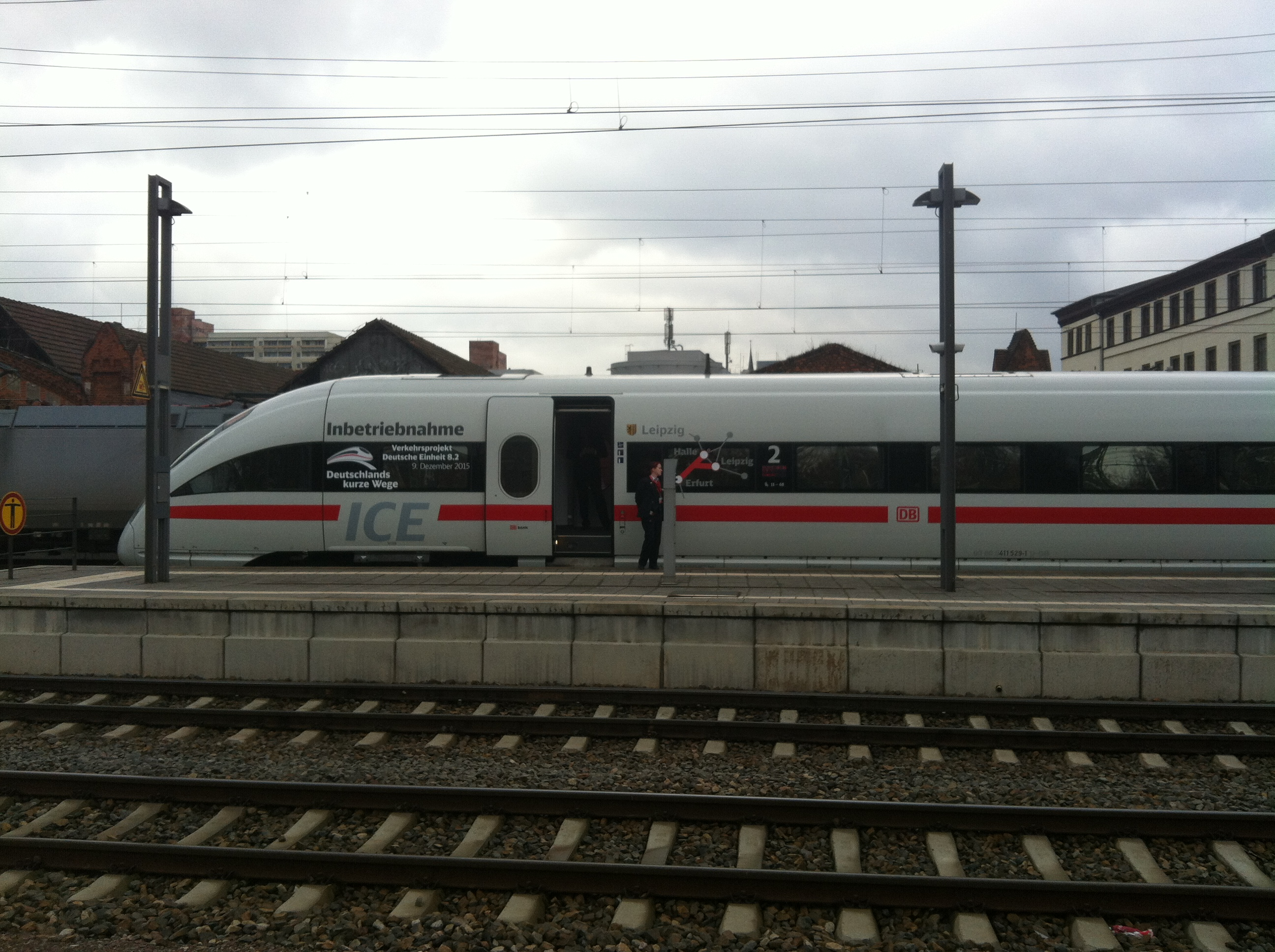
ICE bei der Eröffnungsfahrt der Neubaustrecke Erfurt–Leipzig/Halle
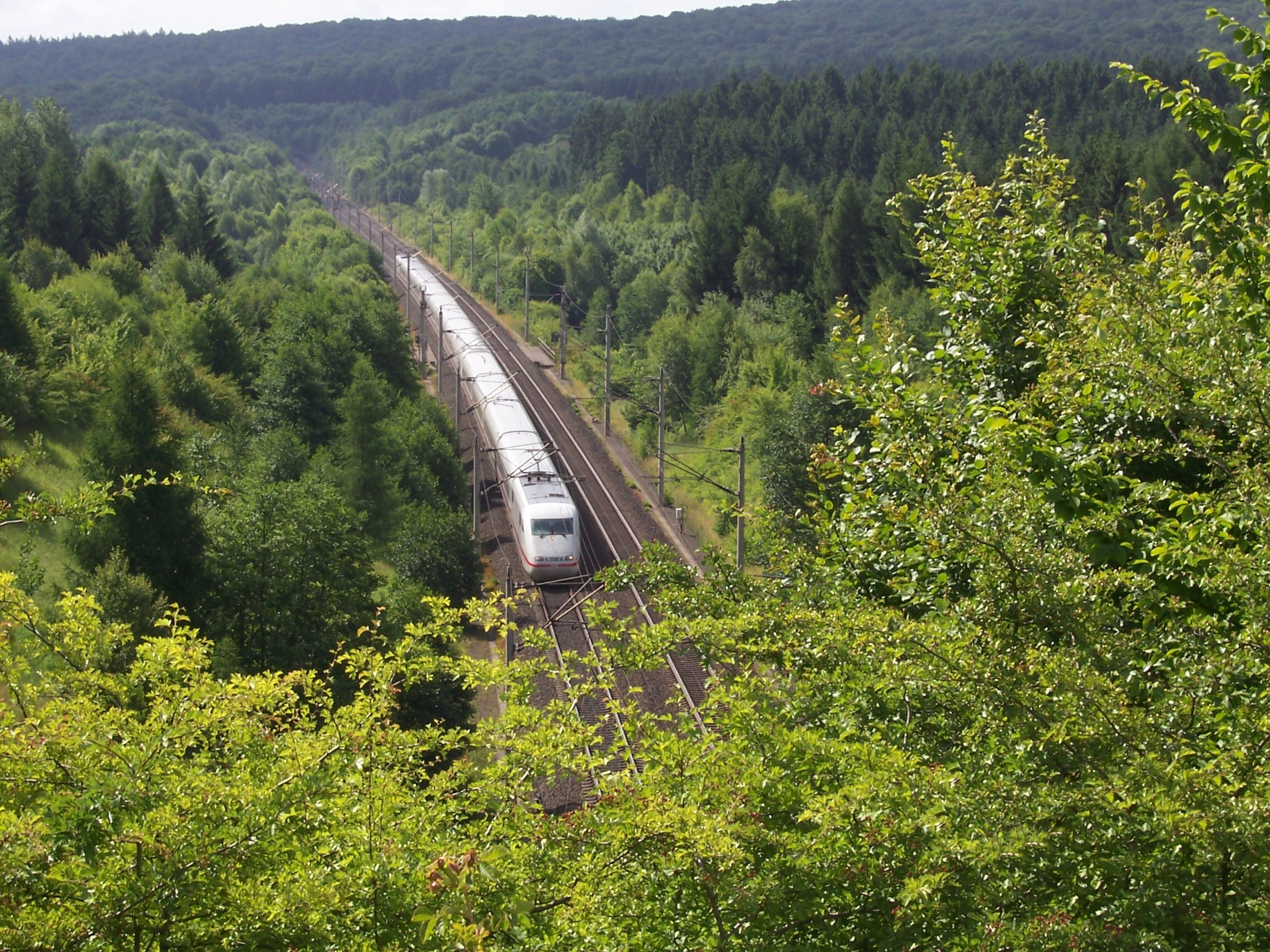
Ein ICE auf der Schnellfahrstrecke Hannover–Würzburg
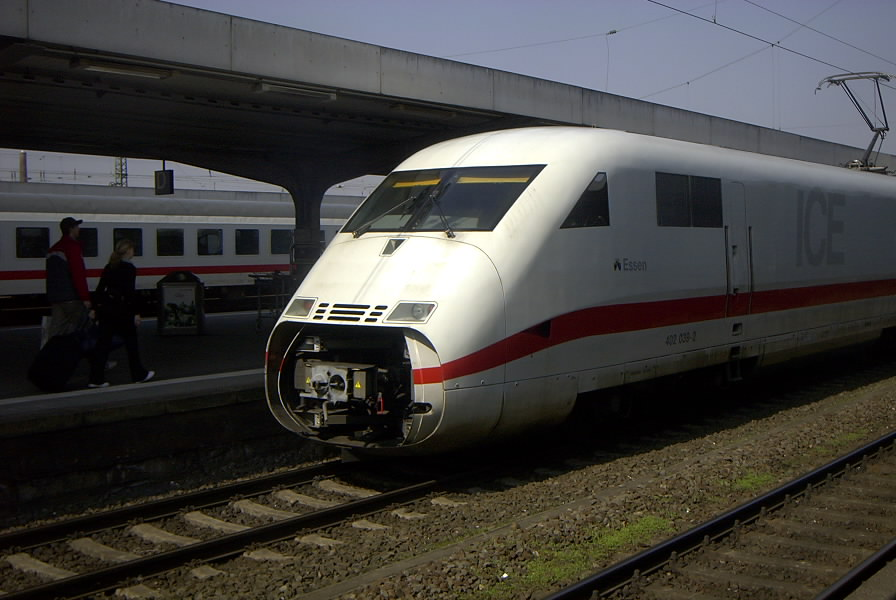
ICE der Linie 10 in Hamm bei der Flügelung
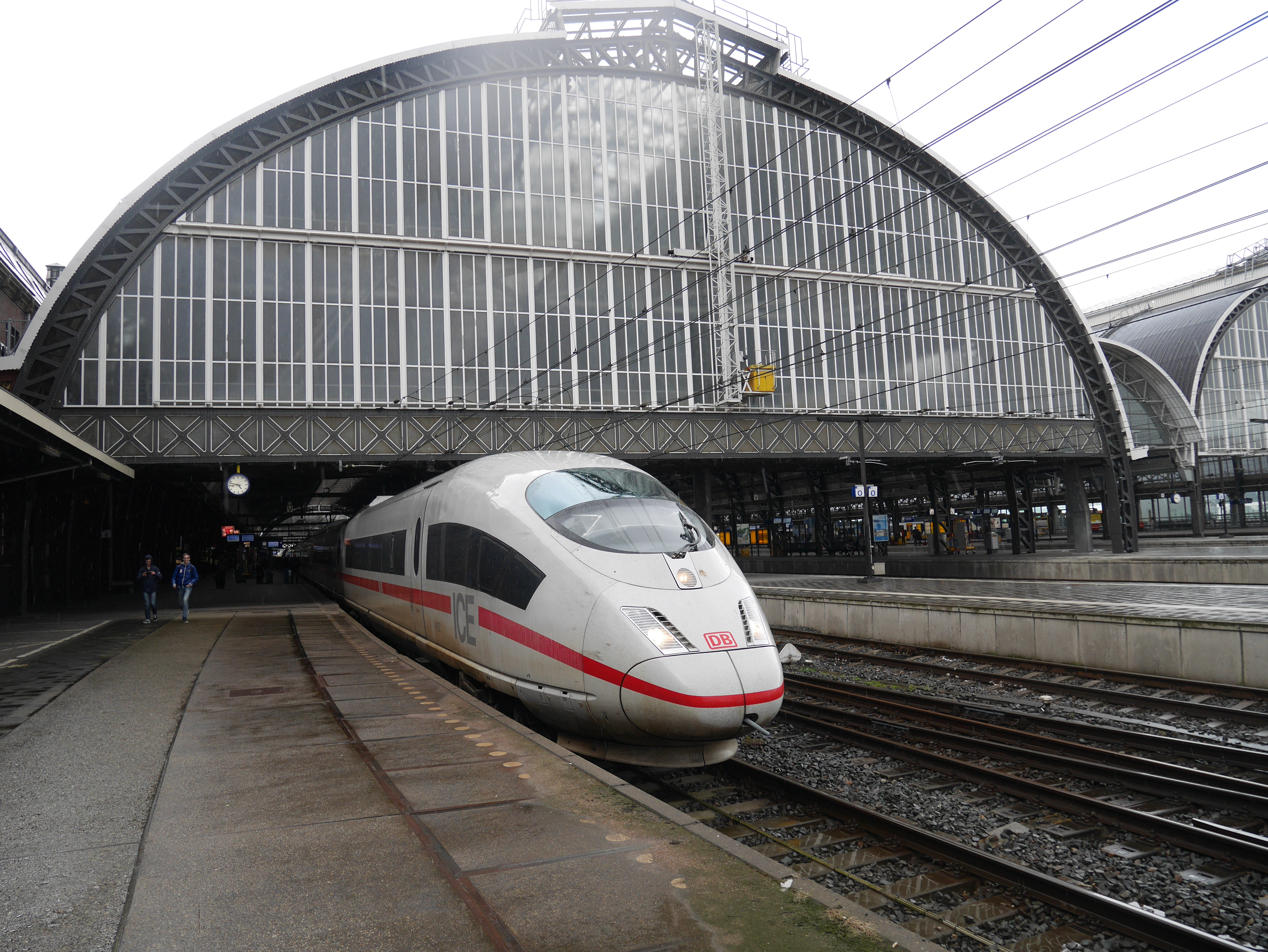
Internationaler ICE in Amsterdam

## Aktuelle Linien (2024)

### ICE Sprinter 2–9
Die Linien 2, 4, 8 und 9 sowie abschnittsweise 15, 16, 29 und 39 sind ICE-Sprinter-Linien. Das sind Intercity-Express-Züge, die Großstädte mit wenigen Zwischenhalten verbinden. Zurzeit verbinden ICE Sprinter Berlin mit Köln (Linie 9), mit Frankfurt am Main (Linien 15 und 16) sowie mit Nürnberg und München (Linien 8 und 29), Hamburg mit Hannover und Frankfurt am Main (Linie 4) sowie Essen, Duisburg, Düsseldorf und Köln (Linie 39).
Des Weiteren werden die ICE der Relation Frankfurt (M)–Paris mit Laufweg über Strasbourg sowie Teile der auf der Schnellfahrstrecke Köln–Rhein/Main verkehrenden ICE-Linie 41 / 47 auf diesem Teilabschnitt zu den Sprintern gezählt.
Einige der ICE Sprinter verkehren über ihren „Sprinter-Laufweg“ hinaus als klassische ICE und bedienen dann reguläre ICE-Systemhalte.
| Liniennummer                                  | Linienverlauf                                                                         | Fahrzeuge    |
| --------------------------------------------- | ------------------------------------------------------------------------------------- | ------------ |
| ICE 2 (1120/1121, 1122/1123)                  | Düsseldorf – Köln Messe/Deutz – Frankfurt Flughafen – Nürnberg – München              | ICE 3        |
| ICE 4 (1094/1097)                             | Hamburg – Hannover – Frankfurt                                                        | ICE 1, ICE 4 |
| ICE 8 (1100–1115)                             | Berlin Gesundbrunnen – Berlin – Berlin Südkreuz – Halle – Erfurt – Nürnberg – München | ICE 3        |
| ICE 9 (1059, 1154/1155, 1156/1157, 1158/1159) | Berlin Ostbahnhof/Berlin Südkreuz – Berlin – Berlin-Spandau – Köln – Bonn             | ICE 1, ICE 4 |

### Linien 10–16, 19 und 21
Die Linien beginnen in Berlin. Die Linien 10, 14 und 19 starten am Ostbahnhof in Richtung Köln. Die Linien 12 und 13 verkehren vom Berliner Ostbahnhof über Braunschweig nach Frankfurt, während die Linien 11 und 15 von der Tiefebene des Berliner Hauptbahnhofs über Erfurt nach Frankfurt fahren. Einzelne Züge beginnen/enden in Berlin Gesundbrunnen (11, 15), Berlin Südkreuz (13), Warnemünde bzw. Rostock (11), Binz bzw. Stralsund (15) und Hamburg (11, 15). Die Linie 16 verkehrt von Berlin nach Frankfurt, meist als Sprinter über die Güterumgehungsbahn Hannover. Die Linie 21 verkehrt von Berlin nach Binz.

#### Linie 10
Die Linie 10 verbindet stündlich Berlin über Hannover mit Nordrhein-Westfalen. Dabei wird der Zug in Hamm nur noch alle 2 Stunden geflügelt. Ein Zugteil verkehrt nachfolgend über das Ruhrgebiet nach Düsseldorf, teilweise weiter nach Köln. Der andere Zugteil führt über das Bergische Land nach Köln. Seit Dezember 2023 verkehrt alle 2 Stunden der Zug ohne Flügelung in Hamm über das Ruhrgebiet und hält zusätzlich in Minden.
| Linie  | Linienverlauf                                                                  | Linienverlauf               | Linienverlauf                                                                   | Fahrzeuge               |
| ------ | ------------------------------------------------------------------------------ | --------------------------- | ------------------------------------------------------------------------------- | ----------------------- |
| ICE 10 | Berlin Ostbahnhof – Berlin – Berlin-Spandau – Stendal – Wolfsburg – Hannover – | Minden – Bielefeld – Hamm – | Dortmund – Bochum – Essen – Duisburg – Düsseldorf Flughafen – Düsseldorf – Köln | ICE 2, ICE 4 (7-teilig) |
| ICE 10 | Berlin Ostbahnhof – Berlin – Berlin-Spandau – Stendal – Wolfsburg – Hannover – | Minden – Bielefeld – Hamm – | Hagen – Wuppertal – Köln                                                        | ICE 2, ICE 4 (7-teilig) |

Ein Zugpaar (ICE 540/ICE 841) dieser Linie fährt ab Hannover abweichend des üblichen Laufwegs über Bremen nach Oldenburg (Oldb) und zurück.
| Linienverlauf                                              |
| ---------------------------------------------------------- |
| ... – Nienburg – Verden – Bremen – Delmenhorst – Oldenburg |

Ab Düsseldorf fährt täglich ein Zug (ICE 846) dieser Linie über Neuss nach Mönchengladbach und sonntags weiter bis Aachen.
| Linienverlauf                                                              |
| -------------------------------------------------------------------------- |
| ... – Neuss – Mönchengladbach – Rheydt – Erkelenz – Geilenkirchen – Aachen |

#### Linie 11
Die Linie 11 verkehrt im Zweistundentakt von Berlin über Frankfurt nach München. Die Züge befahren zwischen Leipzig und Erfurt sowie zwischen Mannheim und Stuttgart die jeweiligen Schnellfahrstrecken. Einzelne Züge beginnen bereits in Hamburg-Altona. Die in Berlin beginnenden Züge starten in der Regel in Berlin-Gesundbrunnen. Seit Dezember 2022 wird die Linie über die Neubaustrecke Wendlingen–Ulm geführt.
| Linie  | Linienverlauf                                                 | Linienverlauf | Fahrzeuge |
| ------ | ------------------------------------------------------------- | --- | --------- |
| ICE 11 | Hamburg-Altona – Hamburg Dammtor – Hamburg – Berlin-Spandau – | Berlin – Berlin Südkreuz – Wittenberg – Leipzig – Erfurt – Eisenach – Fulda – Frankfurt – Mannheim – Stuttgart – Ulm – Augsburg – München-Pasing – München | ICE 4     |
| ICE 11 | Berlin Gesundbrunnen –                                        | Berlin – Berlin Südkreuz – Wittenberg – Leipzig – Erfurt – Eisenach – Fulda – Frankfurt – Mannheim – Stuttgart – Ulm – Augsburg – München-Pasing – München | ICE 4     |

Täglich verkehrt ICE 991 von Wiesbaden über Mainz, Mannheim und Stuttgart nach München.
| Linienverlauf                                                                                           |
| --- |
| Wiesbaden – Mainz – Worms – Mannheim – Stuttgart – Ulm – Günzburg – Augsburg – München-Pasing – München |

Nachts verkehrt täglich ICE 698 von München nach Berlin mit folgendem Laufweg:
| Linienverlauf |
| --- |
| München – Augsburg – Günzburg – Ulm – Stuttgart – Heidelberg – Mannheim – Frankfurt Flughafen – Frankfurt – Eisenach – Gotha – Erfurt – Weimar – Naumburg – Halle – Bitterfeld – Berlin Südkreuz – Berlin |

In der Gegenrichtung verkehrt nachts täglich ICE 699 aus Hamburg kommend ab Berlin nach München mit folgendem Laufweg:
| Linienverlauf |
| --- |
| ... – Berlin – Berlin Südkreuz – Wittenberg – Bitterfeld – Leipzig – Erfurt – Eisenach – Frankfurt – Frankfurt Flughafen – Mannheim – Heidelberg – Stuttgart – Ulm – Günzburg – Augsburg – München-Pasing – München |

Ein Zugpaar (ICE 1218/ICE 1219) fährt ab München täglich weiter nach Innsbruck.
| Linienverlauf                                                          |
| ---------------------------------------------------------------------- |
| ... – München Ost – Rosenheim – Kufstein – Wörgl – Jenbach – Innsbruck |

Werktags fährt ein Zug (ICE 591) ab Hamburg über Hannover und Kassel-Wilhelmshöhe nach Frankfurt am Main und weiter nach München.
| Linienverlauf |
| --- |
| Hamburg-Altona – Hamburg Dammtor – Hamburg – Hamburg-Harburg – Lüneburg – Uelzen – Celle – Hannover – Göttingen – Kassel-Wilhelmshöhe – Fulda – Hanau – ... |

Montags beginnt ICE 696 Richtung Berlin in Karlsruhe.
| Linienverlauf   |
| --------------- |
| Karlsruhe – ... |

Ab 8. März 2025 endet ICE 690 und ab 9. März 2025 beginnt ICE 691 täglich in Warnemünde bzw. Rostock.
| Linienverlauf                      |
| ---------------------------------- |
| Warnemünde – Rostock – Waren – ... |

#### Linie 12
Die Linie 12 fährt alle zwei Stunden von Berlin über Braunschweig, Kassel, Frankfurt und Mannheim bis in die Schweiz. Ab Karlsruhe verläuft sie auf Teilen der noch nicht fertiggestellten Neu- und Ausbaustrecke Karlsruhe–Basel. Einzelne Züge verkehren über Basel hinaus bis Interlaken bzw. Zürich und Chur.
Zwischen Berlin und Fulda überlagert sich die Linie 12 mit der Linie 13 zum Stundentakt, zwischen Mannheim und Basel mit der Linie 43.
| Linie  | Linienverlauf | Linienverlauf                                                            | Fahrzeuge |
| ------ | --- | ------------------------------------------------------------------------ | --------- |
| ICE 12 | Berlin Ostbahnhof – Berlin – Berlin-Spandau – Wolfsburg – Braunschweig – Hildesheim – Göttingen – Kassel-Wilhelmshöhe – Fulda – Hanau – Frankfurt – Mannheim – Karlsruhe – Baden-Baden – Offenburg – Freiburg – Basel Bad – Basel SBB – | Liestal – Olten – Bern – Thun – Spiez – Interlaken West – Interlaken Ost | ICE 4     |
| ICE 12 | Berlin Ostbahnhof – Berlin – Berlin-Spandau – Wolfsburg – Braunschweig – Hildesheim – Göttingen – Kassel-Wilhelmshöhe – Fulda – Hanau – Frankfurt – Mannheim – Karlsruhe – Baden-Baden – Offenburg – Freiburg – Basel Bad – Basel SBB – | Zürich – Sargans – Landquart – Chur                                      | ICE 4     |

Montag bis Samstag fährt als letzter Zug in Richtung Norden ICE 272 von Göttingen aus weiter nach Hamburg Hauptbahnhof, wo er gegen 1:30 Uhr ankommt. Der erste Zug (ICE 876) beginnt erst in Kassel-Wilhelmshöhe und verkehrt als ICE 2.
| Linienverlauf                                                                      |
| ---------------------------------------------------------------------------------- |
| ... – Göttingen – Hannover – Celle – Uelzen – Lüneburg – Hamburg-Harburg – Hamburg |

Nachts verkehrt täglich ein Zug (ICE 271) ab Berlin auf folgendem Laufweg:
| Linienverlauf |
| --- |
| Berlin Ostbahnhof – Berlin – Berlin Zoologischer Garten – Berlin-Spandau – Stendal – Wolfsburg – Hannover – Göttingen – Fulda – ... |

In der Gegenrichtung verkehrt nachts täglich ein Zug (ICE 4) nach Berlin auf folgendem Laufweg:
| Linienverlauf |
| --- |
| ... – Frankfurt – Frankfurt Flughafen – Frankfurt Süd – Hanau – Fulda – Göttingen – Hannover – Wolfsburg – Stendal – Berlin-Spandau – Berlin Zoologischer Garten – Berlin – Berlin Ostbahnhof |

#### Linie 13
Die Linie 13 wurde mit dem Fahrplanwechsel im Dezember 2017 eingeführt. Sie verbindet Berlin und Frankfurt am Main über Braunschweig miteinander. Sie tritt an die Stelle der Linie 11, die seitdem über Erfurt statt über Braunschweig fährt. Die Züge verkehren alle 120 Minuten.
| Linie  | Linienverlauf | Linienverlauf                       | Fahrzeuge |
| ------ | --- | ----------------------------------- | --------- |
| ICE 13 | Berlin Ostbahnhof/Berlin Südkreuz – Berlin – Berlin-Spandau – Stendal – Wolfsburg – Braunschweig – Hildesheim – Göttingen – Kassel-Wilhelmshöhe – Fulda – | Frankfurt Süd – Frankfurt Flughafen | ICE 1     |
| ICE 13 | Berlin Ostbahnhof/Berlin Südkreuz – Berlin – Berlin-Spandau – Stendal – Wolfsburg – Braunschweig – Hildesheim – Göttingen – Kassel-Wilhelmshöhe – Fulda – | Frankfurt                           | ICE 1     |

Sonntags verkehrt ein Zug (ICE 995) ab Frankfurt über die Main-Neckar-Bahn weiter nach Stuttgart.
| Linienverlauf                                                                                  |
| ---------------------------------------------------------------------------------------------- |
| ... – Darmstadt – Bensheim – Weinheim – Heidelberg – Wiesloch-Walldorf – Vaihingen – Stuttgart |

#### Linie 14
Unter der Linie 14 sind Verstärkerzüge zwischen Berlin und Köln bzw. Aachen geführt. Zwei Zugpaare (ICE 756/ICE 759 und ICE 1050/ICE 1053) fahren zwischen Hannover und Essen einen alternativen Laufweg über Osnabrück und Münster. Zwei weitere Zugpaare (ICE 750/ICE 757 und ICE 1544/ICE 1545) fahren ab Duisburg über Krefeld und Mönchengladbach nach Aachen. ICE 756, ICE 758 und ICE 1052 aus Berlin sowie ICE 1051 und ICE 1053 nach Berlin fahren ab/bis Aachen über Düren.
| Linie  | Linienverlauf                                                        | Linienverlauf                                                | Linienverlauf                | Linienverlauf                                                                                   | Fahrzeuge                             |
| ------ | -------------------------------------------------------------------- | ------------------------------------------------------------ | ---------------------------- | ----------------------------------------------------------------------------------------------- | ------------------------------------- |
| ICE 14 | Berlin Ostbahnhof – Berlin – Berlin-Spandau – Wolfsburg – Hannover – | Herford – Bielefeld – Gütersloh – Hamm – Dortmund – Bochum – | Essen – Mülheim – Duisburg – | Düsseldorf – Köln – Düren – Aachen                                                              | ICE 1, ICE 2, ICE 4 (7-teilig), ICE T |
| ICE 14 | Berlin Ostbahnhof – Berlin – Berlin-Spandau – Wolfsburg – Hannover – | Osnabrück – Münster – Recklinghausen – Wanne-Eickel –        | Essen – Mülheim – Duisburg – | Krefeld – Viersen – Mönchengladbach – Rheydt – Erkelenz – Geilenkirchen – Herzogenrath – Aachen | ICE 1, ICE 2, ICE 4 (7-teilig), ICE T |

#### Linie 15
Die Linie 15 ist eine ICE-Linie, die abschnittsweise den Charakter einer Sprinter-Linie hat und Berlin mit Frankfurt am Main über Halle (Saale) und Erfurt im Zweistundentakt verbindet. Einzelne Züge beginnen/enden in Ostseebad Binz, Stralsund, Hamburg in der einen Richtung und Darmstadt, Stuttgart, Saarbrücken in der anderen Richtung. 
| Linie  | Linienverlauf | Linienverlauf                                           | Linienverlauf                                                                       | Fahrzeuge                             |
| ------ | --- | ------------------------------------------------------- | ----------------------------------------------------------------------------------- | ------------------------------------- |
| ICE 15 | Binz – Bergen – Stralsund – Greifswald – Züssow – Anklam – Pasewalk – Prenzlau – Angermünde – Eberswalde – Berlin Gesundbrunnen – | Berlin – Berlin Südkreuz – Halle – Erfurt – Frankfurt – | Darmstadt – Bensheim – Weinheim – Heidelberg – Vaihingen – Stuttgart                | ICE 1, ICE 3, ICE 4 (7-teilig), ICE T |
| ICE 15 | Hamburg-Altona – Hamburg – Büchen – Ludwigslust – Wittenberge – Berlin-Spandau –                                                  | Berlin – Berlin Südkreuz – Halle – Erfurt – Frankfurt – | Darmstadt – Bensheim – Mannheim – Neustadt – Kaiserslautern – Homburg – Saarbrücken | ICE 1, ICE 3, ICE 4 (7-teilig), ICE T |

Montag bis Samstag beginnt morgens ein Zug (ICE 1636) in Eisenach. Er hält auch an Bahnhöfen, die sonst nicht von dieser Linie bedient werden (Eisenach, Gotha und Bitterfeld).
| Linienverlauf                                        |
| ---------------------------------------------------- |
| Eisenach – Gotha – Erfurt – Halle – Bitterfeld – ... |

#### Linie 16
Die Linie 16 wurde ab dem Fahrplanjahr 2024 wieder eingeführt. Sie hat den Charakter einer Sprinter-Linie und verbindet Berlin und Frankfurt am Main mit Laufweg über die Güterumgehungsbahn Hannover. Pro Richtung verkehren mindestens zwei Züge täglich. Davon ist ein Zugpaar bis Saarbrücken verlängert.
| Linie  | Linienverlauf | Linienverlauf | Linienverlauf | Fahrzeuge    |
| ------ | --- | --- | --- | ------------ |
| ICE 16 | Berlin Ostbahnhof – Berlin – Berlin-Spandau – Frankfurt – Darmstadt – Mannheim – Neustadt – Kaiserslautern – Homburg – Saarbrücken | Berlin Ostbahnhof – Berlin – Berlin-Spandau – Frankfurt – Darmstadt – Mannheim – Neustadt – Kaiserslautern – Homburg – Saarbrücken | Berlin Ostbahnhof – Berlin – Berlin-Spandau – Frankfurt – Darmstadt – Mannheim – Neustadt – Kaiserslautern – Homburg – Saarbrücken | ICE 1, ICE 2 |

Zur Linie 16 gehören außerdem zwei Verstärkerzüge, ICE 1091 (freitags und sonntags) sowie ICE 1095 (sonntags), die von Berlin über Hannover und Frankfurt am Main nach Stuttgart verkehren. Für diese beiden Züge wird der ICE 4 eingesetzt.
| Linienverlauf |
| --- |
| Berlin Ostbahnhof – Berlin – Berlin-Spandau – Wolfsburg – Hannover – Göttingen – Kassel-Wilhelmshöhe – Fulda – Hanau – Frankfurt – Mannheim – Stuttgart |

#### Linie 19
Die Linie 19 verbindet Berlin mit Köln im Zweistundentakt, ein Zugpaar ist bis Koblenz verlängert. Im Gegensatz zur Linie 10 hält die Linie 19 nicht in Wolfsburg und Hamm. Die Linien 10 und 19 bilden zusammen einen ungefähren Stundentakt zwischen Köln und Berlin über Wuppertal und Hagen.
| Linie  | Linienverlauf | Fahrzeuge                      |
| ------ | --- | ------------------------------ |
| ICE 19 | Berlin Ostbahnhof – Berlin – Berlin-Spandau – Hannover – Bielefeld – Hagen – Wuppertal – Köln – Bonn – Remagen – Andernach – Koblenz | ICE 1, ICE 2, ICE 4 (7-teilig) |

Ein Zug (ICE 657) beginnt in Aachen und bedient auf dem Weg Richtung Berlin einige Bahnhöfe, die sonst nicht von dieser Linie bedient werden. Der Zug verkehrt montags bis freitags und sonntags. Montags bis donnerstags endet der Zug bereits in Hannover.
| Linienverlauf |
| --- |
| Aachen – Düren – Köln – Wuppertal – Hagen – Hamm – Bielefeld – Hannover – Wolfsburg – Berlin-Spandau – Berlin Zoologischer Garten – Berlin – Berlin Ostbahnhof |

Ein Zugpaar (ICE 1132/ICE 1139) dieser Linie fährt seit dem Fahrplanjahr 2025 aus Berlin kommend ab Hannover abweichend des üblichen Laufwegs nach Bremen und zurück.
| Linienverlauf |
| ------------- |
| ... – Bremen  |

#### Linie 21
Die Linie 21 wurde ab dem Fahrplanjahr 2024 wieder eingeführt. Sie verbindet Berlin mit dem Ostseebad Binz.
| Linie  | Linienverlauf | Linienverlauf | Linienverlauf | Fahrzeuge |
| ------ | --- | --- | --- | --------- |
| ICE 21 | Berlin Südkreuz – Berlin – Berlin Gesundbrunnen – Bernau – Eberswalde – Angermünde – Prenzlau – Pasewalk – Anklam – Züssow – Greifswald – Stralsund – Bergen – Binz | Berlin Südkreuz – Berlin – Berlin Gesundbrunnen – Bernau – Eberswalde – Angermünde – Prenzlau – Pasewalk – Anklam – Züssow – Greifswald – Stralsund – Bergen – Binz | Berlin Südkreuz – Berlin – Berlin Gesundbrunnen – Bernau – Eberswalde – Angermünde – Prenzlau – Pasewalk – Anklam – Züssow – Greifswald – Stralsund – Bergen – Binz | ICE 1     |

### Linien 18, 20 und 22–29
Die Taktabschnitte der Linien 18, 20, 22, 24, 25, 26, 28 und 29 beginnen alle im Bahnhof Hamburg-Altona. Einzelne Züge dieser Linien fahren weiter nach Kiel und Lübeck bzw. Oldenburg (Oldenburg), wobei die Züge nach Lübeck und Kiel nicht in Hamburg-Altona halten, oder nach Stralsund bzw. Binz.
Die Linien 18, 28 und 29 fahren über Berlin, die Linien 20, 22, 24, 25 und 26 über Hannover.
Die Linien 20 und 22 durchfahren einige Halte in größeren Städten. Während einiger Messen bedienen die Linien 20, 22, 25 und 26 auch den Bahnhof Hannover Messe/Laatzen.

#### Linie 18
Die Linie 18 wurde mit der Inbetriebnahme der Schnellfahrstrecke Erfurt–Nürnberg neu eingeführt. Die Züge beginnen in Hamburg oder vereinzelt auch erst in Berlin. Die Linie 18 fährt fast ausschließlich über Halle. Coburg wird von einem Zug in Richtung Süden (ICE 803) und einem Zug in Richtung Norden (ICE 1500) bedient. Ab Nürnberg fahren zwei Zugpaare über Ingolstadt (mit Verkehrshalt) nach München. Die anderen Zugpaare wechseln in Nürnberg die Fahrtrichtung und fahren über Augsburg, mit weiteren Halten in Donauwörth und München-Pasing nach München Hauptbahnhof. Treuchtlingen wird in Richtung Süden von einem Zug (ICE 987) und in Richtung Norden von drei Zügen (ICE 804, ICE 702, ICE 1500) dieser Linie bedient. Die Linie verkehrt im Zweistundentakt, zusammen mit der über Leipzig verkehrenden Linie 28 ergibt sich zwischen Hamburg und Nürnberg ein Stundentakt. Da die Linie 18 alle vier Stunden mit längerer Fahrzeit über Augsburg fährt, besteht der Stundentakt nur eingeschränkt weiter nach München.
| Linie  | Linienverlauf | Linienverlauf                                            | Linienverlauf | Fahrzeuge    |
| ------ | --- | -------------------------------------------------------- | ------------- | ------------ |
| ICE 18 | Hamburg-Altona – Hamburg Dammtor – Hamburg – Ludwigslust – Wittenberge – Berlin-Spandau – Berlin – Berlin Südkreuz – Bitterfeld – Halle – Erfurt – Coburg – Bamberg – Erlangen – Nürnberg – | Treuchtlingen – Donauwörth – Augsburg – München-Pasing – | München       | ICE 1, ICE 4 |
| ICE 18 | Hamburg-Altona – Hamburg Dammtor – Hamburg – Ludwigslust – Wittenberge – Berlin-Spandau – Berlin – Berlin Südkreuz – Bitterfeld – Halle – Erfurt – Coburg – Bamberg – Erlangen – Nürnberg – | Ingolstadt –                                             | München       | ICE 1, ICE 4 |

Ein Zugpaar (ICE 801/ICE 804) dieser Linie beginnt/endet in Kiel Hbf. In Altona wird von beiden Zügen gehalten, am Haltepunkt Dammtor hält nur der ICE 801.
| Linienverlauf           |
| ----------------------- |
| Kiel – Neumünster – ... |

Ein Zug (ICE 806) beginnt morgens in Eisenach und fährt über Leipzig nach Berlin und weiter nach Hamburg.
| Linienverlauf                                          |
| ------------------------------------------------------ |
| Eisenach – Gotha – Erfurt – Leipzig – Wittenberg – ... |

Auffälligkeiten bietet auch der ICE 1500, welcher abweichend des üblichen Laufwegs ab Erfurt nach Leipzig verkehrt und dort endet.

#### Linie 20
Die Linie 20 verbindet alle zwei Stunden Hamburg mit Zürich, Chur oder Basel. Zwischen Hamburg und Frankfurt überlagert sie sich mit der Linie 22 zu einem Stundentakt. Einzelne Züge beginnen bereits in Kiel, fahren dann über Neumünster und Hamburg Dammtor zum Hamburger Hauptbahnhof. Diese Linie durchfährt in der Regel einige Stationen wie Hamburg-Harburg, Lüneburg, Uelzen, Fulda oder Hanau ohne Halt.
| Linie  | Linienverlauf       | Linienverlauf | Fahrzeuge |
| ------ | ------------------- | --- | --------- |
| ICE 20 | Kiel – Neumünster – | Hamburg Dammtor – Hamburg – Hamburg-Harburg – Lüneburg – Hannover – Göttingen – Kassel-Wilhelmshöhe – Fulda – Hanau – Frankfurt – Mannheim – Karlsruhe – Baden-Baden – Freiburg – Basel Bad – Basel SBB – Zürich – Sargans – Landquart – Chur | ICE 4     |
| ICE 20 | Hamburg-Altona –    | Hamburg Dammtor – Hamburg – Hamburg-Harburg – Lüneburg – Hannover – Göttingen – Kassel-Wilhelmshöhe – Fulda – Hanau – Frankfurt – Mannheim – Karlsruhe – Baden-Baden – Freiburg – Basel Bad – Basel SBB – Zürich – Sargans – Landquart – Chur | ICE 4     |

Täglich fährt die erste ICE-Leistung der Linie von Wiesbaden nach Hamburg (ICE 672).
| Linienverlauf |
| --- |
| Wiesbaden – Mainz – Frankfurt Flughafen – Frankfurt – Hanau – Fulda – Kassel-Wilhelmshöhe – Göttingen – Hannover – Hamburg |

Ein Zug (ICE 376) beginnt täglich in Interlaken.
| Linienverlauf                                                                  |
| ------------------------------------------------------------------------------ |
| Interlaken Ost – Interlaken West – Spiez – Thun – Bern – Olten – Liestal – ... |

Montags bis freitags verkehrt ein Zug (ICE 1178) aus Basel kommend ab Mannheim nach Stuttgart.
| Linienverlauf   |
| --------------- |
| ... – Stuttgart |

Freitags verkehrt ein Zug (ICE 1079) ab Kassel-Wilhelmshöhe über Frankfurt (Main) Süd, Darmstadt und Heidelberg nach Stuttgart.
| Linienverlauf                                            |
| -------------------------------------------------------- |
| ... – Frankfurt Süd – Darmstadt – Heidelberg – Stuttgart |

#### Linie 22
Die Linie 22 verbindet alle zwei Stunden Hamburg mit Stuttgart. Zwischen Hamburg und Frankfurt verdichtet sie sich mit Linie 20 zu einem Stundentakt. Einzelne Züge, die schon in Kiel starten, bedienen nicht Hamburg-Altona. Neben Hamburg-Harburg werden die Halte Fulda und Hanau in der Regel nicht durch diese Linie bedient. Ein Zug (ICE 776) verkehrt täglich von Frankfurt bis Oldenburg. Dieser Zug hält auch in Frankfurt Süd, Hanau und Fulda.
| Linie  | Linienverlauf        | Linienverlauf                                            | Linienverlauf | Fahrzeuge    |
| ------ | -------------------- | -------------------------------------------------------- | --- | ------------ |
| ICE 22 | Kiel – Neumünster –  | Hamburg Dammtor – Hamburg – Hamburg-Harburg – Lüneburg – | Hannover – Göttingen – Kassel-Wilhelmshöhe – Hanau – Frankfurt – Frankfurt Flughafen – Mannheim – Heidelberg – Vaihingen – Stuttgart | ICE 1, ICE 4 |
| ICE 22 | Hamburg-Altona –     | Hamburg Dammtor – Hamburg – Hamburg-Harburg – Lüneburg – | Hannover – Göttingen – Kassel-Wilhelmshöhe – Hanau – Frankfurt – Frankfurt Flughafen – Mannheim – Heidelberg – Vaihingen – Stuttgart | ICE 1, ICE 4 |
| ICE 22 | Oldenburg – Bremen – |                                                          | Hannover – Göttingen – Kassel-Wilhelmshöhe – Hanau – Frankfurt – Frankfurt Flughafen – Mannheim – Heidelberg – Vaihingen – Stuttgart | ICE 1, ICE 4 |

Täglich fährt ein Zug (ICE 775) ab Mannheim nach Karlsruhe und zeitweise sonntags weiter nach Basel.
| Linienverlauf                                                    |
| ---------------------------------------------------------------- |
| ... – Karlsruhe – Baden-Baden – Offenburg – Freiburg – Basel Bad |

#### Linie 24
Die Linie 24 wurde zum Fahrplanjahr 2021 aus der Linie 26 ausgegliedert und umfasst die einzelnen Züge, die zwischen Hamburg und Kassel um eine Stunde versetzt zur zweistündlich verkehrenden Linie 26 fahren und weitere Ziele bedienen. Dazu zählen (Wochenend-)Verstärker zwischen Hamburg und München bzw. Österreich sowie täglich ein Intercity-Zugpaar von Hamburg-Altona, das in Augsburg geflügelt wird. Eine Hälfte fährt weiter über Kempten nach Oberstdorf (IC 2084/IC 2085 „Nebelhorn“) und der andere Zugteil über München Ost nach Berchtesgaden (IC 2082/IC 2083 „Königssee“). Die Halte Bad Reichenhall-Kirchberg und Bayerisch Gmain werden nur in Fahrtrichtung Berchtesgaden bedient. Von Freilassing bis Berchtesgaden werden sämtliche Nahverkehrsfahrkarten anerkannt. Der Zugteil nach/von Oberstdorf verkehrt aufgrund eines defekten Stellwerks in Oberstdorf erst wieder seit dem 2. März 2025.
| Linie  | Linienverlauf | Linienverlauf | Fahrzeuge        |
| ------ | --- | --- | ---------------- |
| ICE 24 | Hamburg-Altona –Hamburg Dammtor – Hamburg – Hamburg-Harburg – Lüneburg – Bad Bevensen – Uelzen – Celle – Langenhagen Mitte – Hannover – Göttingen – Kassel-Wilhelmshöhe – Fulda – Würzburg – Steinach – Ansbach – Treuchtlingen – Donauwörth – Augsburg – | München-Pasing – München – München Ost – Rosenheim – Kufstein – Wörgl (– Jenbach – Innsbruck)/(Hopfgarten – Kirchberg – Kitzbühel Hahnenkamm – Kitzbühel – St. Johann – Fieberbrunn – Hochfilzen – Saalfelden – Zell am See – Schwarzach-St. Veit) | ICE 1, ICE T, IC |
| ICE 24 | Hamburg-Altona –Hamburg Dammtor – Hamburg – Hamburg-Harburg – Lüneburg – Bad Bevensen – Uelzen – Celle – Langenhagen Mitte – Hannover – Göttingen – Kassel-Wilhelmshöhe – Fulda – Würzburg – Steinach – Ansbach – Treuchtlingen – Donauwörth – Augsburg – | München-Pasing – München – Tutzing – Weilheim – Murnau – Garmisch-Partenkirchen – Mittenwald – Seefeld – Innsbruck | ICE 1, ICE T, IC |
| ICE 24 | Hamburg-Altona –Hamburg Dammtor – Hamburg – Hamburg-Harburg – Lüneburg – Bad Bevensen – Uelzen – Celle – Langenhagen Mitte – Hannover – Göttingen – Kassel-Wilhelmshöhe – Fulda – Würzburg – Steinach – Ansbach – Treuchtlingen – Donauwörth – Augsburg – | München-Pasing – München Ost – Rosenheim – Bad Endorf – Prien – Übersee – Traunstein – Freilassing – Bad Reichenhall – Bad Reichenhall-Kirchberg – Bayerisch Gmain – Bischofswiesen – Berchtesgaden                                                | ICE 1, ICE T, IC |
| ICE 24 | Hamburg-Altona –Hamburg Dammtor – Hamburg – Hamburg-Harburg – Lüneburg – Bad Bevensen – Uelzen – Celle – Langenhagen Mitte – Hannover – Göttingen – Kassel-Wilhelmshöhe – Fulda – Würzburg – Steinach – Ansbach – Treuchtlingen – Donauwörth – Augsburg – | Buchloe – Kaufbeuren – Kempten – Immenstadt – Sonthofen – Fischen – Oberstdorf | ICE 1, ICE T, IC |

Einzelne Züge fahren ab Kassel über Fulda nach Frankfurt und teilweise weiter nach Stuttgart bzw. Karlsruhe.
| Linienverlauf                                                         | Linienverlauf                     | Linienverlauf |
| --------------------------------------------------------------------- | --------------------------------- | ------------- |
| ... – Kassel-Wilhelmshöhe – Fulda – Hanau – Frankfurt/Frankfurt Süd – | Darmstadt – Bensheim – Weinheim – | Karlsruhe     |
| ... – Kassel-Wilhelmshöhe – Fulda – Hanau – Frankfurt/Frankfurt Süd – | Darmstadt – Bensheim – Weinheim – | Stuttgart     |
| ... – Kassel-Wilhelmshöhe – Fulda – Hanau – Frankfurt/Frankfurt Süd – | Mannheim – Karlsruhe              |               |

Zeitweise fährt ein Zug (ICE 1205) ab Würzburg nach Nürnberg und endet dort.
| Linienverlauf             |
| ------------------------- |
| ... – Würzburg – Nürnberg |

Samstags beginnt ein Zug (ICE 1683) in Rostock.
| Linienverlauf                                   |
| ----------------------------------------------- |
| Rostock – Bützow – Bad Kleinen – Schwerin – ... |

Aus Hamburg kommend fährt ein Zug (ICE 751) ab Hannover über Wolfsburg und Stendal nach Berlin.
| Linienverlauf                                                                      |
| ---------------------------------------------------------------------------------- |
| ... – Hannover – Wolfsburg – Stendal – Berlin-Spandau – Berlin – Berlin Ostbahnhof |

Sonntags fährt ein Zug (ICE 1276) aus Frankfurt kommend ab Hannover über Wolfsburg nach Berlin.
| Linienverlauf                                 | Linienverlauf                                           |
| --------------------------------------------- | ------------------------------------------------------- |
| ... – Hannover – Wolfsburg – Berlin-Spandau – | Berlin                                                  |
| ... – Hannover – Wolfsburg – Berlin-Spandau – | Berlin Zoologischer Garten – Berlin – Berlin Ostbahnhof |

#### Linie 25
Die Linie verkehrt im Stundentakt von Hamburg nach München. Nur wenige Züge halten zwischen Hamburg und Hannover in den Stationen Lüneburg und Uelzen. Alle zwei Stunden beginnt ein Zugteil in Bremen, welcher in Hannover auf den anderen Zugteil trifft. Die Linie verkehrt seit Dezember 2019 ausschließlich über die Schnellfahrstrecke Nürnberg–Ingolstadt, die Einzelzüge über Augsburg sind entfallen.
Die Züge von und nach Bremen halten teilweise in Verden und Nienburg, einzelne Züge werden über Delmenhorst nach Oldenburg verlängert.
| Linie  | Linienverlauf                                          | Linienverlauf     | Linienverlauf                                           | Linienverlauf | Fahrzeuge           |
| ------ | ------------------------------------------------------ | ----------------- | ------------------------------------------------------- | --- | ------------------- |
| ICE 25 | Hamburg-Altona –                                       | Hamburg Dammtor – | Hamburg – Hamburg-Harburg – Lüneburg – Uelzen – Celle – | (zweistündliche Flügelung in Hannover) Hannover – Göttingen – Kassel-Wilhelmshöhe – Fulda – Würzburg – Nürnberg – Ingolstadt – München | ICE 1, ICE 2, ICE 4 |
| ICE 25 | Kiel – Neumünster –                                    | Hamburg Dammtor – | Hamburg – Hamburg-Harburg – Lüneburg – Uelzen – Celle – | (zweistündliche Flügelung in Hannover) Hannover – Göttingen – Kassel-Wilhelmshöhe – Fulda – Würzburg – Nürnberg – Ingolstadt – München | ICE 1, ICE 2, ICE 4 |
| ICE 25 | Lübeck –                                               |                   | Hamburg – Hamburg-Harburg – Lüneburg – Uelzen – Celle – | (zweistündliche Flügelung in Hannover) Hannover – Göttingen – Kassel-Wilhelmshöhe – Fulda – Würzburg – Nürnberg – Ingolstadt – München | ICE 1, ICE 2, ICE 4 |
| ICE 25 | Oldenburg – Delmenhorst – Bremen – Verden – Nienburg – |                   |                                                         | (zweistündliche Flügelung in Hannover) Hannover – Göttingen – Kassel-Wilhelmshöhe – Fulda – Würzburg – Nürnberg – Ingolstadt – München | ICE 1, ICE 2, ICE 4 |

Täglich fährt die letzte ICE-Leistung (ICE 887; samstags als ICE 1087) der Linie von Hamburg nach Wiesbaden.
| Linienverlauf |
| --- |
| Hamburg – Lüneburg – Uelzen – Hannover – Göttingen – Kassel-Wilhelmshöhe – Fulda – Hanau – Frankfurt – Frankfurt Flughafen – Mainz – Wiesbaden |

Die erste ICE-Leistung (ICE 1088) dieser Linie beginnt in Frankfurt und fährt weiter nach Kiel. Der Zug fährt Montag bis Samstag.
| Linienverlauf |
| --- |
| Frankfurt – Hanau – Fulda – Kassel-Wilhelmshöhe – Göttingen – Hannover – Hamburg-Harburg – Hamburg – Hamburg Dammtor – Neumünster – Kiel |

#### Linie 26
Die IC/ICE-Linie 26 verkehrt im Zweistundentakt zwischen Hamburg und Karlsruhe und hält an einigen Stationen, die von den meisten ICE-Linien nicht bedient werden, beispielsweise in Lüneburg, Uelzen und Celle. Außerdem nutzt sie zwischen Kassel und Frankfurt nicht die Schnellfahrstrecke Hannover–Würzburg, sondern verkehrt mit längerer Fahrzeit zwischen Kassel und Frankfurt über die Main-Weser-Bahn. Einige ICE-Züge beginnen/enden in Binz, Greifswald, Stralsund oder Rostock. Ein Zugpaar fährt als Intercity nach Westerland auf Sylt. Hinzu kommen einzelne Züge, die zwischen Hamburg und Kassel um eine Stunde versetzt fahren. Diese wurden im Dezember 2020 in die Linie 24 ausgelagert.
| Linie  | Linienverlauf | Linienverlauf | Fahrzeuge        |
| ------ | --- | --- | ---------------- |
| ICE 26 | Hamburg-Altona – Hamburg Dammtor –                                                                                      | Hamburg – Hamburg-Harburg – Lüneburg – Bad Bevensen – Uelzen – Celle – Langenhagen Mitte – Hannover – Göttingen – Kassel-Wilhelmshöhe – Wabern – Treysa – Marburg – Gießen – Friedberg – Frankfurt West – Frankfurt – Darmstadt – Bensheim – Weinheim – Heidelberg – Wiesloch-Walldorf – Bruchsal – Karlsruhe-Durlach – Karlsruhe | ICE 1, ICE T, IC |
| ICE 26 | Binz – Bergen –/Greifswald – Stralsund – Velgast – Ribnitz-Damgarten West – Rostock – Bützow – Bad Kleinen – Schwerin – | Hamburg – Hamburg-Harburg – Lüneburg – Bad Bevensen – Uelzen – Celle – Langenhagen Mitte – Hannover – Göttingen – Kassel-Wilhelmshöhe – Wabern – Treysa – Marburg – Gießen – Friedberg – Frankfurt West – Frankfurt – Darmstadt – Bensheim – Weinheim – Heidelberg – Wiesloch-Walldorf – Bruchsal – Karlsruhe-Durlach – Karlsruhe | ICE 1, ICE T, IC |
| ICE 26 | Westerland – Niebüll – Husum – Heide – Itzehoe – Hamburg Dammtor –                                                      | Hamburg – Hamburg-Harburg – Lüneburg – Bad Bevensen – Uelzen – Celle – Langenhagen Mitte – Hannover – Göttingen – Kassel-Wilhelmshöhe – Wabern – Treysa – Marburg – Gießen – Friedberg – Frankfurt West – Frankfurt – Darmstadt – Bensheim – Weinheim – Heidelberg – Wiesloch-Walldorf – Bruchsal – Karlsruhe-Durlach – Karlsruhe | ICE 1, ICE T, IC |

Freitags und samstags wird je 1 Zug über Villingen-Schwenningen und Singen (Hohentwiel) nach Konstanz verlängert. In der Gegenrichtung beginnt je 1 Zug samstags und sonntags in Konstanz.
| Linienverlauf                                                                                 |
| --------------------------------------------------------------------------------------------- |
| ... – Offenburg – Sankt Georgen – Villingen – Donaueschingen – Singen – Radolfzell – Konstanz |

#### Linie 27
Die Linie 27 beginnt größtenteils in Hamburg Altona und endet in Graz Hbf bzw. Dresden Hbf. Die ICE-Linie 27 ergänzt die IC-/EC-Linie 27 mit einer Railjet-Garnitur der České dráhy bzw. ICE 1, ICE 2 und ICE T der Deutschen Bahn. Das ICE-T-Zugpaar (ICE 1740/ICE 1743) fährt zwischen Berlin Gesundbrunnen und Dresden.
| Linie  | Linienverlauf | Fahrzeuge           |
| ------ | --- | ------------------- |
| ICE 27 | Hamburg-Altona – Hamburg Dammtor – Hamburg – Hamburg-Bergedorf – Büchen – Ludwigslust – Wittenberge – Berlin-Spandau – Berlin – Berlin Südkreuz – Dresden-Neustadt – Dresden | ICE 1, ICE 2, ICE T |

Der Railjet (Berlin – Graz) beginnt in Berlin Hbf (tief) und fährt über Südkreuz Richtung Dresden und in der Gegenrichtung fährt er über Berlin Ostkreuz, Berlin Hbf und endet in Berlin-Charlottenburg. Im Railjet werden zwischen Berlin und Elsterwerda sämtlichen Nahverkehrsfahrkarten anerkannt.
| Linienverlauf | Fahrzeug |
| --- | -------- |
| (Berlin → Berlin Südkreuz →)/(Berlin-Charlottenburg ← Berlin ← Berlin Ostkreuz ←) Doberlug-Kirchhain – Elsterwerda – Dresden-Neustadt – Dresden – Bad Schandau – Děčín – Ústí nad Labem – Praha-Holešovice – Praha – Pardubice – Česká Třebová – Brno – Břeclav – Wien – Wien Meidling – Wiener Neustadt – Semmering Mürzzuschlag – Kapfenberg – Bruck – Graz | Railjet  |

#### Linie 28
Die Linie 28 beginnt in Hamburg, einzelne Züge auch in Stralsund oder saisonal in Binz. Zwischen Hamburg und Berlin werden nur sehr vereinzelt Zwischenhalte bedient. Nach der Durchquerung von Berlin verkehren die Züge über Leipzig und Erfurt. In Coburg hält pro Richtung nur ein Zug (ICE 501 Richtung Süden und ICE 1604 Richtung Norden). Da die Bedienung dieser Stadt eine Fahrzeitverzögerung von etwa 12 Minuten verursacht, ist die Realisierung eines zweistündlichen Anschlusses an die Linien 18 oder 28 nicht möglich. Zwischen Nürnberg und München fahren alle Züge über Ingolstadt, das jedoch bis auf zwei ICEs (ICE 601 und ICE 1607) in Richtung Süden ohne Halt passiert wird. Die Linie verkehrt im Zweistundentakt; zusammen mit der Linie 18 ergibt sich zwischen Hamburg und Nürnberg sowie teilweise weiter nach München ein Stundentakt.
| Linie  | Linienverlauf | Linienverlauf | Fahrzeuge    |
| ------ | --- | --- | ------------ |
| ICE 28 | Binz – Bergen – Stralsund – Greifswald – Züssow – Anklam – Pasewalk – Prenzlau – Angermünde – Eberswalde – Berlin Gesundbrunnen – | Berlin – Berlin Südkreuz – Wittenberg – Leipzig – Erfurt – Coburg – Bamberg – Erlangen – Nürnberg – Ingolstadt – München | ICE 4, ICE T |
| ICE 28 | Hamburg-Altona – Hamburg Dammtor – Hamburg – Ludwigslust – Wittenberge – Berlin-Spandau –                                         | Berlin – Berlin Südkreuz – Wittenberg – Leipzig – Erfurt – Coburg – Bamberg – Erlangen – Nürnberg – Ingolstadt – München | ICE 4, ICE T |

Seit Dezember 2017 verkehrt ein Zugpaar (ICE 1704/1705) ab Leipzig nach Jena und zurück auf folgendem Laufweg:
| Linienverlauf                                                | Fahrzeug |
| ------------------------------------------------------------ | -------- |
| ... – Weißenfels – Naumburg – Jena Paradies – Jena-Göschwitz | ICE T    |

Nachdem der Laufweg von Jena über Saalfeld und Lichtenfels nach Bamberg zugunsten der Schnellfahrstrecke Erfurt–Nürnberg aufgegeben wurde, verblieb lediglich ein morgendlicher Pendlerzug (ICE 601) auf der Strecke, der montags bis freitags von Lichtenfels nach München fährt.
| Linienverlauf                                                      | Fahrzeug |
| ------------------------------------------------------------------ | -------- |
| Lichtenfels – Bamberg – Erlangen – Nürnberg – Ingolstadt – München | ICE 3    |

#### Linie 29
Die ICE-Sprinter-Linie 29 wurde im Dezember 2017 neu eingeführt. Sie verbindet Berlin und München miteinander. Bis 2018 verbanden drei Zugpaare täglich Berlin mit München in unter 4 Stunden. Zwischen Halle und Erfurt verkehrt die Linie über die Neubaustrecke Erfurt–Leipzig/Halle sowie zwischen Erfurt und Nürnberg über die Schnellfahrstrecke Nürnberg–Erfurt. Mit dem Fahrplanwechsel im Dezember 2018 wurde das Angebot auf 5 Sprinter-Zugpaare erhöht, wodurch ein annähernder Zweistundentakt entsteht. Seit dem 12. Dezember 2021 ist die Linie bis Hamburg verlängert. Fast alle Züge enden bzw. beginnen in Hamburg. Seit dem Fahrplanjahr 2024 fahren pro Richtung 3 Züge, die nicht in Halle und Erfurt halten (ICE 1003, ICE 1007 und ICE 1009 Richtung München sowie ICE 1002, ICE 1004 und ICE 1006 Richtung Berlin). 
| Linie  | Linienverlauf | Fahrzeuge |
| ------ | --- | --------- |
| ICE 29 | Hamburg-Altona – Hamburg Dammtor – Hamburg – Berlin-Spandau – Berlin – Berlin Südkreuz – Halle – Erfurt – Nürnberg – München | ICE 3     |

Ein Zugpaar (ICE 1007/ICE 1008) dieser Linie beginnt/endet seit dem Fahrplanjahr 2025 in Lübeck statt in Hamburg-Altona.
| Linienverlauf |
| ------------- |
| Lübeck – ...  |

Ein Zugpaar (ICE 1002/ICE 1003) fährt samstags bis/ab Garmisch-Partenkirchen. Der Halt in Tutzing wird nur in Fahrtrichtung Garmisch-Partenkirchen bedient.
| Linienverlauf                                              |
| ---------------------------------------------------------- |
| ... – Tutzing – Weilheim – Murnau – Garmisch-Partenkirchen |

Als Verstärkerzüge verbindet ein weiteres Zugpaar (ICE 1694/ICE 1695) München und Berlin über Augsburg. Diese Züge werden nicht als Sprinter geführt und halten zusätzlich in Donauwörth und Coburg. Das Zugpaar fährt dabei zwischen Nürnberg und Berlin vereinigt mit dem Zugpaar ICE 94/95 der Linie 91 von bzw. nach Wien.
| Linienverlauf | Fahrzeuge |
| --- | --------- |
| Berlin – Berlin Südkreuz – Halle – Erfurt – Coburg – Nürnberg – Donauwörth – Augsburg – München-Pasing – München | ICE T     |

### Linie 32
Ein Zugpaar (ICE 114/115 „Wörthersee“) verkehrt von Münster nach Klagenfurt und in der Gegenrichtung von Klagenfurt nach Dortmund. Ein weiteres Zugpaar (ICE 118/119 „Bodensee“) verkehrt von Dortmund nach Innsbruck und in der Gegenrichtung von Innsbruck nach Münster. Ein drittes Zugpaar verkehrt als Railjet 897/867 „Bregenzerwald“ von Frankfurt nach Flughafen Wien und in der Gegenrichtung als Railjet 860/890 von Wien Hbf nach Frankfurt.
| Linie  | Linienverlauf                                                                                           | Linienverlauf                                                                         | Linienverlauf | Fahrzeuge                 |
| ------ | --- | ------------------------------------------------------------------------------------- | --- | ------------------------- |
| ICE 32 | Münster – Recklinghausen – Wanne-Eickel – Gelsenkirchen – Duisburg – Düsseldorf –                       | Köln Messe/Deutz – Siegburg/Bonn – Montabaur – Wiesbaden – Mainz – Worms – Mannheim – | Heidelberg – Wiesloch-Walldorf – Stuttgart – Ulm – Biberach – Aulendorf – Ravensburg – Friedrichshafen Stadt – Lindau-Reutin – Bregenz – Bregenz Riedenburg – Dornbirn – Hohenems – Rankweil – Feldkirch – Bludenz – Langen – St. Anton – Landeck-Zams – Imst-Pitztal – Ötztal – Telfs-Pfaffenhofen – Innsbruck – Jenbach – Wörgl – Salzburg – Linz – St. Pölten – Wien Meidling – Wien – Flughafen Wien | ICE 4 (7-teilig), Railjet |
| ICE 32 | Dortmund → Hagen → Wuppertal → Solingen →/Dortmund ← Bochum ← Essen ← Mülheim ← Duisburg ← Düsseldorf ← | Köln Messe/Deutz – Siegburg/Bonn – Montabaur – Wiesbaden – Mainz – Worms – Mannheim – | Vaihingen – Stuttgart – Ulm – Günzburg – Augsburg – München – München Ost – Rosenheim – Prien – Traunstein – Freilassing – Salzburg – Salzburg Süd – Hallein – Golling-Abtenau – Werfen – Bischofshofen – St. Johann – Schwarzach-St. Veit – Dorfgastein – Bad Hofgastein – Bad Gastein – Mallnitz-Obervellach – Spittal-Millstättersee – Villach – Velden – Pörtschach – Krumpendorf – Klagenfurt       | ICE 4 (7-teilig), Railjet |
| ICE 32 | Frankfurt – Langen – Darmstadt – Bensheim – Weinheim –                                                  |                                                                                       | Vaihingen – Stuttgart – Ulm – Günzburg – Augsburg – München – München Ost – Rosenheim – Prien – Traunstein – Freilassing – Salzburg – Salzburg Süd – Hallein – Golling-Abtenau – Werfen – Bischofshofen – St. Johann – Schwarzach-St. Veit – Dorfgastein – Bad Hofgastein – Bad Gastein – Mallnitz-Obervellach – Spittal-Millstättersee – Villach – Velden – Pörtschach – Krumpendorf – Klagenfurt       | ICE 4 (7-teilig), Railjet |

### Linie 39
Die Linie 39 wurde mit dem Jahresfahrplan 2021 eingeführt. Sie umfasst die innerdeutschen Leistungen zwischen NRW und Passau, die zwischen Hamburg und Essen als Sprinter verkehrenden Züge sowie das Nacht-ICE-Zugpaar 920/921 zwischen Hamburg-Altona und Frankfurt. Sie ergänzt die Linie 91 zu einem Zweistundentakt zwischen Köln und Passau.
| Linie  | Linienverlauf                                                                                            | Linienverlauf              | Linienverlauf | Linienverlauf                               | Fahrzeuge    |
| ------ | --- | -------------------------- | --- | ------------------------------------------- | ------------ |
| ICE 39 | Hamburg-Altona – Hamburg Dammtor – Hamburg – Hamburg-Harburg – Bremen – Diepholz – Osnabrück – Münster – | Hamm – Dortmund – Bochum – | Essen – Duisburg – Düsseldorf Flughafen – Düsseldorf – Köln – Bonn – Remagen – Andernach – Koblenz – Bingen – Mainz – Frankfurt Flughafen – Frankfurt – Hanau – Aschaffenburg – Würzburg – Nürnberg – | Regensburg – Straubing – Plattling – Passau | ICE 1, ICE T |
| ICE 39 | Hamburg-Altona – Hamburg Dammtor – Hamburg – Hamburg-Harburg – Bremen – Diepholz – Osnabrück – Münster – | Recklinghausen –           | Essen – Duisburg – Düsseldorf Flughafen – Düsseldorf – Köln – Bonn – Remagen – Andernach – Koblenz – Bingen – Mainz – Frankfurt Flughafen – Frankfurt – Hanau – Aschaffenburg – Würzburg – Nürnberg – | Ingolstadt – München                        | ICE 1, ICE T |

Ein Zug (ICE 1021) dieser Linie beginnt samstags und sonntags in Stralsund statt Hamburg-Altona.
| Linienverlauf                                                                              |
| ------------------------------------------------------------------------------------------ |
| Stralsund – Velgast – Ribnitz-Damgarten West – Rostock – Bützow – Schwerin – Hamburg – ... |

Freitags und sonntags fährt ein Zug (ICE 735) ab Köln über Düren nach Aachen.
| Linienverlauf        |
| -------------------- |
| ... – Düren – Aachen |

### Linien 41–49
Die Linien 41, 42, 43, 45, 47 und 49 beginnen alle in der Regel in Köln, Essen oder in Dortmund und fahren über die Schnellfahrstrecke Köln–Frankfurt. Die Linien 42 und 43 beginnen bereits in Hamburg-Altona:

#### Linie 41
Die Linie 41 beginnt größtenteils in Essen und fährt stündlich über Frankfurt am Main und Nürnberg bis München. Die ersten Züge dieser Linie am Morgen in Richtung München sowie die letzten Züge am Abend aus Richtung München beginnen bzw. enden in Dortmund. Die Halte Köln/Bonn Flughafen, Siegburg/Bonn, Montabaur, Limburg Süd, Hanau und Ingolstadt werden nur von einzelnen Zügen bedient.
| Linie  | Linienverlauf | Fahrzeuge                       |
| ------ | --- | ------------------------------- |
| ICE 41 | (Dortmund – Bochum –) Essen – Duisburg – Düsseldorf – Köln Messe/Deutz – Köln/Bonn Flughafen – Siegburg/Bonn – Montabaur – Limburg Süd – Frankfurt Flughafen – Frankfurt – Hanau – Aschaffenburg – Würzburg – Nürnberg – Ingolstadt – München | ICE 3, ICE 3 Velaro D, ICE 3neo |

Ein Zug (ICE 1223) verkehrt von Frankfurt Hbf über Frankfurt Flughafen Regionalbahnhof, Mainz, Wiesbaden, Ruhrgebiet, Paderborn und Kassel nach München. Samstags und sonntags startet er erst in Oberhausen.
| Linienverlauf |
| --- |
| Frankfurt – Frankfurt Flughafen – Mainz – Wiesbaden – Limburg Süd – Montabaur – Siegburg/Bonn – Köln Messe/Deutz – Düsseldorf – Duisburg – Essen – Bochum – Dortmund – Hamm – Soest – Lippstadt – Paderborn – Altenbeken – Warburg – Kassel-Wilhelmshöhe – Fulda – Würzburg – Nürnberg – München |

| Linienverlauf            |
| ------------------------ |
| Oberhausen – Essen – ... |

Der Gegenzug (ICE 1224) verkehrt täglich von München über Kassel und Paderborn nach Oberhausen.
| Linienverlauf                                              |
| ---------------------------------------------------------- |
| ... – Dortmund – Wanne-Eickel – Gelsenkirchen – Oberhausen |

Ein weiterer Zug (ICE 1128) verkehrt montags bis freitags ab Frankfurt Flughafen Fernbahnhof über Mainz nach Wiesbaden.
| Linienverlauf                                 |
| --------------------------------------------- |
| ... – Frankfurt Flughafen – Mainz – Wiesbaden |

#### Linie 42
Die Linie 42 verbindet Hamburg und München im Zweistundentakt. Zusammen mit der Linie 43 bildet sie einen Stundentakt zwischen Hamburg und Dortmund, mit der Linie 55 zwischen Dortmund und Köln, mit der Linie 43 zwischen Köln und Mannheim und mit der Linie 11 zwischen Mannheim und München.
Zwei Zugpaare beginnen und enden in Kiel statt Hamburg-Altona. Einzelne Züge verkehren zwischen Dortmund und Köln über Bochum, Essen, Duisburg und Düsseldorf statt über Hagen, Wuppertal und Solingen.
| Linie  | Linienverlauf       | Linienverlauf | Fahrzeuge |
| ------ | ------------------- | --- | --------- |
| ICE 42 | Hamburg-Altona –    | Hamburg Dammtor – Hamburg – Hamburg-Harburg – Bremen – Osnabrück – Münster – Dortmund – Hagen – Wuppertal – Solingen – Köln – Frankfurt Flughafen – Mannheim – Stuttgart – Ulm – Augsburg – München-Pasing – München | ICE 4     |
| ICE 42 | Kiel – Neumünster – | Hamburg Dammtor – Hamburg – Hamburg-Harburg – Bremen – Osnabrück – Münster – Dortmund – Hagen – Wuppertal – Solingen – Köln – Frankfurt Flughafen – Mannheim – Stuttgart – Ulm – Augsburg – München-Pasing – München | ICE 4     |

#### Linie 43
Die Linie 43 verbindet Hamburg über Köln im Zweistundentakt mit Basel. In Randlagen halten die Züge auch in Baden-Baden und der letzte Zug ab Basel verkehrt über Essen nach Dortmund.
Zwischen Hamburg und Dortmund sowie zwischen Köln und Mannheim überlagert sich die Linie 43 mit der Linie 42 zum Stundentakt, zwischen Mannheim und Basel mit der Linie 12.
Ein Zugpaar beginnt und endet auf Rügen statt Hamburg-Altona, ein Zugpaar in Hannover. Einzelne Züge verkehren zwischen Dortmund und Köln über Hagen, Wuppertal und Solingen statt über Bochum, Essen, Duisburg und Düsseldorf.
| Linie  | Linienverlauf | Linienverlauf                                                                                                  | Linienverlauf                                                                                                  | Fahrzeuge |
| ------ | --- | --- | --- | --------- |
| ICE 43 | Hamburg-Altona – Hamburg Dammtor –                                                                                      | Hamburg - Hamburg-Harburg – Bremen – Osnabrück - Münster – Dortmund – Bochum – Essen – Duisburg – Düsseldorf – | Köln – Frankfurt Flughafen – Mannheim – Karlsruhe – Baden-Baden – Offenburg – Freiburg – Basel Bad – Basel SBB | ICE 4     |
| ICE 43 | Binz – Bergen – Stralsund – Velgast – Ribnitz-Damgarten West – Rostock – Schwerin –                                     | Hamburg - Hamburg-Harburg – Bremen – Osnabrück - Münster – Dortmund – Bochum – Essen – Duisburg – Düsseldorf – | Köln – Frankfurt Flughafen – Mannheim – Karlsruhe – Baden-Baden – Offenburg – Freiburg – Basel Bad – Basel SBB | ICE 4     |
| ICE 43 | Hannover – Minden – Bad Oeynhausen – Herford – Bielefeld – Gütersloh – Hamm – Dortmund – Hagen – Wuppertal – Solingen – | | Köln – Frankfurt Flughafen – Mannheim – Karlsruhe – Baden-Baden – Offenburg – Freiburg – Basel Bad – Basel SBB | ICE 4     |

Nachts verkehrt ein Zugpaar (ICE 100/ICE 101) ab/bis Berlin auf folgendem Laufweg:
| Linienverlauf |
| --- |
| Berlin Ostbahnhof – Berlin – Berlin Zoologischer Garten – Berlin-Wannsee – Potsdam – Brandenburg – Magdeburg – Braunschweig – Hannover – Minden – Bielefeld – Gütersloh – Hamm – Dortmund – Bochum – Essen – Duisburg – Düsseldorf Flughafen – Düsseldorf – ... |

#### Linie 45
Die Linie 45 verbindet montags bis freitags mit einem Zugpaar (ICE 710/ICE 711) Köln und Stuttgart. Nach der Schnellfahrstrecke Köln–Rhein/Main umfährt dieses Zugpaar Frankfurt westlich und fährt über Wiesbaden und Mainz nach Stuttgart. Die Halte Köln/Bonn Flughafen und Vaihingen (Enz) werden nur in Fahrtrichtung Köln bedient.
| Linie  | Linienverlauf | Fahrzeuge |
| ------ | --- | --------- |
| ICE 45 | Köln – Köln/Bonn Flughafen – Siegburg/Bonn – Montabaur – Limburg Süd – Wiesbaden – Mainz – Mannheim – Heidelberg – Vaihingen – Stuttgart | ICE 3     |

Montag bis Freitag und Sonntag verkehrt ein weiterer Zug (ICE 713) der Linie von Köln über Montabaur, Wiesbaden und Mainz nach Frankfurt.
| Linienverlauf                                                                                        | Fahrzeuge |
| --- | --------- |
| Köln – Siegburg/Bonn – Montabaur – Limburg Süd – Wiesbaden – Mainz – Frankfurt Flughafen – Frankfurt | ICE 3neo  |

#### Linie 47
Die Linie, die mit dem Fahrplanwechsel 2014 eingeführt wurde, verbindet mit einzelnen Zügen Dortmund und Stuttgart über die Schnellfahrstrecken Köln–Rhein/Main und Mannheim–Stuttgart. Frankfurt wird nur am Flughafen und nicht über den Hauptbahnhof bedient. Außerdem wird die Frequenz auf einen annähernden Zweistundentakt erhöht. Verlängerung nach München ab Dezember 2022 mit Führung über die Neubaustrecke Wendlingen–Ulm.
| Linie  | Linienverlauf | Fahrzeuge                       |
| ------ | --- | ------------------------------- |
| ICE 47 | Dortmund – Bochum – Essen – Duisburg – Düsseldorf – Köln Messe/Deutz – Frankfurt Flughafen – Mannheim – Stuttgart – Ulm – Augsburg – München-Pasing – München | ICE 3, ICE 3 Velaro D, ICE 3neo |

Seit dem Fahrplanjahr 2024 fährt ein Zugpaar samstags von Stuttgart nach Norddeich Mole und zurück. Es hat dabei einen etwas anderen Laufweg als der Rest der Linie. Die Halte Leer, Papenburg, Meppen und Lingen werden nur in Fahrtrichtung Stuttgart bedient.
| Linienverlauf |
| --- |
| Norddeich Mole – Norden – Emden – Leer – Papenburg – Meppen – Lingen – Rheine – Münster – Recklinghausen – Wanne-Eickel – Gelsenkirchen – Duisburg – Düsseldorf – Köln Messe/Deutz – Siegburg/Bonn – Frankfurt Flughafen – Mannheim – Stuttgart |

#### Linie 49
Die Linie 49 verkehrt zusätzlich zwischen Köln und Frankfurt (Main) und hält auf allen Bahnhöfen der Schnellfahrstrecke Köln–Rhein/Main.
| Linie  | Linienverlauf                                                                                          | Fahrzeuge                       |
| ------ | --- | ------------------------------- |
| ICE 49 | Köln – Köln/Bonn Flughafen – Siegburg/Bonn – Montabaur – Limburg Süd – Frankfurt Flughafen – Frankfurt | ICE 3, ICE 3 Velaro D, ICE 3neo |

Von Montag bis Freitag verkehrt ein Zug (ICE 813) bereits ab Dortmund:
| Linienverlauf                                        |
| ---------------------------------------------------- |
| Dortmund – Hagen – Wuppertal – Solingen – Köln – ... |

Ein Zugpaar (ICE 902/ICE 903) verkehrt ab/bis Köln Messe/Deutz (tief) statt Köln Hbf.

### Linie 50
Die Linie 50 ist die einzige Ost-West-ICE-Linie Mitteldeutschlands. Sie beginnt im Osten in Dresden und führt über Riesa nach Leipzig. Erfurt wird über die Neubaustrecke erreicht. In Frankfurt werden sowohl Hauptbahnhof als auch Flughafen bedient; weitere Halte sind Mainz und Wiesbaden. Bis zum Fahrplanwechsel im Dezember 2015 fuhr ein Zugpaar ab Eisenach über Bebra, Kassel, Paderborn und Hamm nach Düsseldorf.
Zwischen Dresden und Wiesbaden besteht ein zweistündliches Angebot.
| Linie  | Linienverlauf | Fahrzeuge |
| ------ | --- | --------- |
| ICE 50 | Dresden – Dresden-Neustadt – Riesa – Leipzig – Erfurt – Gotha – Eisenach – Bad Hersfeld – Fulda – Frankfurt – Frankfurt Flughafen – Mainz – Wiesbaden | ICE T     |

### Linie 55
Seit 2023 verkehrt ein Zugpaar mit 9-teiliger Baureihe 401.
| Linie  | Linienverlauf | Fahrzeuge |
| ------ | --- | --------- |
| ICE 55 | Dresden – Dresden-Neustadt – Riesa – Leipzig – Leipzig/Halle Flughafen – Halle – Köthen – Magdeburg – Braunschweig – Hannover – Minden – Bad Oeynhausen – Herford – Bielefeld – Gütersloh – Hamm – Dortmund – Hagen – Wuppertal – Solingen – Köln – Bonn – Koblenz – Mainz – Mannheim – Heidelberg – Vaihingen – Stuttgart | ICE 1     |

### Linie 60
Neue Linie seit dem Fahrplanwechsel im Dezember 2022. Sie fährt über die Schnellfahrstrecke Wendlingen–Ulm. Zwei Zugpaare verkehren ab/bis Basel SBB.
| Linie  | Linienverlauf | Fahrzeuge |
| ------ | --- | --------- |
| ICE 60 | Basel SBB – Basel Bad Bf – Weil am Rhein – Müllheim – Freiburg – Lahr – Offenburg – Baden-Baden – Karlsruhe – Karlsruhe-Durlach – Bruchsal – Stuttgart – Ulm – Günzburg – Augsburg – München-Pasing – München | ICE 3     |

Ein Zugpaar (ICE 562/ICE 563) dieser Linie fährt täglich aus München kommend ab Stuttgart abweichend des üblichen Laufwegs über Mannheim nach Saarbrücken. Für diese beiden Züge wird der ICE 3neo eingesetzt.
| Linienverlauf                                                      |
| ------------------------------------------------------------------ |
| ... – Mannheim – Neustadt – Kaiserslautern – Homburg – Saarbrücken |

### Linie 62
Ein Zugpaar der Linie 62 wurde mit dem Fahrplanwechsel im Dezember 2016 auf Railjet umgestellt, zum Fahrplanwechsel im Dezember 2023 wurden die von der DB gestellten Zugpaare auf ICE umgestellt, während die übrigen von der ÖBB gestellten Zugpaare weiterhin als EC verkehren.
| Linie     | Linienverlauf | Fahrzeuge                 |
| --------- | --- | ------------------------- |
| ICE/RJ 62 | Frankfurt – Darmstadt – Bensheim – Weinheim – Heidelberg – Stuttgart – Ulm – Günzburg – Augsburg – München – München Ost – Rosenheim – Prien – Traunstein – Freilassing – Salzburg – Golling-Abtenau – Bischofshofen – St. Johann – Schwarzach-St. Veit – Dorfgastein – Bad Hofgastein – Bad Gastein – Mallnitz-Obervellach – Spittal-Millstättersee – Villach – Velden – Pörtschach – Krumpendorf – Klagenfurt | ICE 4 (7-teilig), Railjet |

### Linien 77–79
Die Linien 77 bis 79 sind internationale Linien, die in die Beneluxstaaten führen:

#### Linie 77
Die Linie 77 soll perspektivisch auf ICE L umgestellt werden. Derzeit verkehren nur auf dem deutschen Abschnitt einzelne ICE-Züge. Die Linie fährt über die Schnellfahrstrecke Hannover–Berlin. Ab September 2025 werden auf der Linie Richtung Amsterdam sukzessive Intercity-Express-Züge vom Typ ICE 3neo eingesetzt, bis die neu beschafften ICE L einsatzbereit sind. Ab November 2025 sollen alle Leistungen ausschließlich als ICE fahren.
| Linie  | Linienverlauf                                                                        | Fahrzeuge    |
| ------ | ------------------------------------------------------------------------------------ | ------------ |
| ICE 77 | Münster – Osnabrück – Bünde – Hannover – Berlin-Spandau – Berlin – Berlin Ostbahnhof | ICE 3neo, [] |

#### Linie 78
Linie 78 verbindet Frankfurt am Main mit Amsterdam und fährt dabei über die Schnellfahrstrecke Köln–Rhein/Main. Arnheim ist die erste Station hinter der niederländischen Grenze. Die Linie wird im Zweistundentakt angeboten.
| Linie  | Linienverlauf                                                                                               | Fahrzeuge |
| ------ | --- | --------- |
| ICE 78 | Amsterdam – Utrecht – Arnheim – Oberhausen – Duisburg – Düsseldorf – Köln – Frankfurt Flughafen – Frankfurt | ICE 3neo  |

Seit dem Fahrplanjahr 2025 verbindet ein ICE-Zugpaar (224/225) Amsterdam mit München.
| Linienverlauf |
| --- |
| Amsterdam – Utrecht – Arnheim – Duisburg – Düsseldorf – Köln Messe/Deutz – Siegburg/Bonn – Frankfurt Flughafen – Mannheim – Stuttgart – Ulm – Augsburg – München-Pasing – München |

#### Linie 79
Die Linie 79 verbindet Frankfurt (Main) mit Brüssel und verkehrt dabei in Deutschland auf zwei Schnellfahrstrecken; dies sind Rhein/Main–Köln und Köln–Aachen. Der erste Bahnhof hinter der belgischen Grenze ist Liège-Guillemins. Die Züge verkehrten zuvor im Vierstundentakt, bis das Angebot ab Dezember 2016 auf einen Zweistundentakt verdichtet wurde. In Tagesrandlage halten einzelne Züge auch in Limburg Süd, Montabaur, Siegburg/Bonn oder Köln/Bonn Flughafen. Vereinzelt wird das Zugangebot zwischen Frankfurt und Köln gemeinsam mit der Linie 78 gefahren.
| Linie  | Linienverlauf                                                                                        | Fahrzeuge |
| ------ | --- | --------- |
| ICE 79 | Bruxelles-Midi – Bruxelles-Nord – Liège-Guillemins – Aachen – Köln – Frankfurt Flughafen – Frankfurt | ICE 3neo  |

### Linien 82–84
Die Linien 82 bis 84 sind internationale Linien, die West- und Süddeutschland mit Frankreich verbinden:

#### Linie 82
Die Linie 82 beginnt ihre Fahrt in Frankfurt Hauptbahnhof und endet im Gare de l’Est von Paris. Dabei fährt sie über die LGV Est européenne, eine Hochgeschwindigkeitstrasse in Frankreich. Auf der Strecke über Saarbrücken verkehren die Züge im Vierstundentakt. In Forbach wird dabei nur einmal am Tag gehalten. Mit der Inbetriebnahme eines neuen Abschnitts der LGV Est européenne 2016 werden auch zwei Zugpaare über Strasbourg geführt, wodurch ein annähernder Zweistundentakt zwischen Frankfurt, Mannheim und Paris entsteht. Auf dieser Linie verkehren sowohl TGVs als auch ICEs.
| Linie  | Linienverlauf          | Linienverlauf                            | Linienverlauf | Fahrzeuge               |
| ------ | ---------------------- | ---------------------------------------- | ------------- | ----------------------- |
| ICE 82 | Frankfurt – Mannheim – | Kaiserslautern – Saarbrücken – Forbach – | Paris Est     | TGV 2N2, ICE 3 Velaro D |
| ICE 82 | Frankfurt – Mannheim – | Karlsruhe – Strasbourg –                 | Paris Est     | TGV 2N2, ICE 3 Velaro D |

Seit dem Fahrplanjahr 2025 verbindet ein ICE-Zugpaar (9590/9591) Berlin mit Paris.
| Linienverlauf                                                                                    |
| ------------------------------------------------------------------------------------------------ |
| Berlin Ostbahnhof – Berlin – Berlin-Spandau – Frankfurt Süd – Karlsruhe – Strasbourg – Paris Est |

#### Linie 83
Linie 83 beginnt in Stuttgart. Von dort verkehren fünf Zugpaare über die LGV Est européenne nach Paris Est. Ein Zugpaar pro Tag beginnt bzw. endet in München. Dabei wird seit 2016 auch über die LGV Est européenne gefahren.
| Linie  | Linienverlauf                                                             | Fahrzeuge               |
| ------ | ------------------------------------------------------------------------- | ----------------------- |
| ICE 83 | München – Augsburg – Ulm – Stuttgart – Karlsruhe – Strasbourg – Paris Est | TGV 2N2, ICE 3 Velaro D |

#### Linie 84
Die Linie 84 verbindet einmal am Tag Frankfurt mit Marseille über die LGV Rhin-Rhône und die LGV Méditerranée (TGV 9580/9583).
Seit 2023 gehört ebenfalls zur Linie 84 ein TGV-Zugpaar (TGV 9594/9599), welches samstags in der Sommersaison Frankfurt mit Bordeaux verbindet. Im Fahrplanjahr 2024 war vom 20. Juli bis zum 3. August sowie am 31. August aufgrund von Bauarbeiten auf der Riedbahn Stuttgart Start- und Endpunkt.
| Linie  | Linienverlauf | Linienverlauf | Fahrzeuge |
| ------ | --- | --- | --------- |
| ICE 84 | Frankfurt – Mannheim – Karlsruhe – Baden-Baden – Strasbourg – Mulhouse-Ville – Belfort-Montbéliard – Besançon – Chalon-sur-Saône – Lyon-Part-Dieu – Avignon – Aix-en-Provence – Marseille-Saint-Charles | Frankfurt – Mannheim – Karlsruhe – Baden-Baden – Strasbourg – Mulhouse-Ville – Belfort-Montbéliard – Besançon – Chalon-sur-Saône – Lyon-Part-Dieu – Avignon – Aix-en-Provence – Marseille-Saint-Charles | TGV 2N2   |
| ICE 84 | Frankfurt – Mannheim – Karlsruhe – Strasbourg – Lorraine – Meuse – Champagne-Ardenne – Marne la Vallée-Chessy – Massy – St-Pierre-des-Corps – Poitiers – Angouleme – Bordeaux-St-Jean                   | | TGV 2N2   |

### Linien 85–91
Die Linien 85, 88, 89, 90 und 91 sind internationale Linien, die in der Schweiz, Österreich und Ungarn enden:

#### Linie 85
Die Linie 85 verbindet seit Dezember 2017 einmal am Tag Frankfurt mit Mailand durch den Gotthard-Basistunnel. Ab Basel verkehrt er als EuroCity 151 weiter bis Mailand.
| Linie  | Linienverlauf | Fahrzeuge           |
| ------ | --- | ------------------- |
| ECE 85 | Frankfurt – Mannheim – Karlsruhe – Ringsheim – Freiburg – Basel Bad – Basel SBB – Zürich – Zug – Arth-Goldau – Bellinzona – Lugano – Chiasso – Como – Milano | RABe 501 („Giruno“) |

#### Linie 88
Die Linie 88 ist eine EuroCity-Express-Linie, die im Dezember 2020 eingeführt wurde. Es verkehren zwischen München und Zürich täglich bis zu acht Zugpaare im Zweistundentakt, welche die EuroCity-Linie 88 ersetzen. Eingesetzt werden Fahrzeuge vom Typ Alstom ETR 610 („Astoro“) der Schweizerischen Bundesbahnen.
| Linie  | Linienverlauf | Fahrzeuge |
| ------ | --- | --------- |
| ECE 88 | München – Buchloe – Memmingen – Lindau-Reutin – Bregenz – St. Margrethen – St. Gallen – Winterthur – Zürich Flughafen – Zürich | ETR 610   |

#### Linie 89
Die Linie 89 verbindet Hamburg (nur Wintersportsaison) bzw. Wiesbaden/Frankfurt (nur Sommersaison) mit München und weiter über Innsbruck nach St. Anton am Arlberg. Ein Zugpaar fährt als Railjet und verbindet München mit Feldkirch. Die Züge dieser Linie verkehren nur samstags in der Wintersport- und Sommersaison.
| Linie  | Linienverlauf | Linienverlauf | Fahrzeuge      |
| ------ | --- | --- | -------------- |
| ICE 89 | Hamburg-Altona – Hamburg Dammtor – Hamburg – Hamburg-Harburg – Lüneburg – Uelzen – Celle – Hannover – Göttingen – Kassel-Wilhelmshöhe – Würzburg – Augsburg – | München – München Ost – Rosenheim – Kufstein – Wörgl – Jenbach – Innsbruck – Telfs-Pfaffenhofen – Ötztal – Imst-Pitztal – Landeck-Zams – St. Anton – Langen – Bludenz – Feldkirch | ICE T, Railjet |
| ICE 89 | (Wiesbaden → Mainz → Mannheim →/Frankfurt ← Darmstadt ← Weinheim ←) Heidelberg – Stuttgart – Ulm – Günzburg – Augsburg – München-Pasing –                     | München – München Ost – Rosenheim – Kufstein – Wörgl – Jenbach – Innsbruck – Telfs-Pfaffenhofen – Ötztal – Imst-Pitztal – Landeck-Zams – St. Anton – Langen – Bludenz – Feldkirch | ICE T, Railjet |

#### Linie 90
Die Linie 90 verbindet alle zwei Stunden München mit Wien und Budapest. Es ist eine der wenigen ICE-Linien, die vom Railjet befahren werden.
| Linie  | Linienverlauf | Fahrzeuge |
| ------ | --- | --------- |
| ICE 90 | München – Salzburg – Linz – St. Pölten – Wien Meidling – Wien – Hegyeshalom – Mosonmagyaróvár – Győr – Tatabánya – Kelenföld – Budapest Keleti | Railjet   |

#### Linie 91
Die zweistündlich verkehrende Linie 91 beginnt in Dortmund und führt über Köln, Mainz, Frankfurt am Main, Würzburg, Nürnberg und Niederbayern zum Wiener Hauptbahnhof. Ein Zugpaar mit Fahrtbeginn bzw. -ziel in Wien fährt ab Würzburg abweichend über Fulda nach bzw. von Hamburg, wodurch Städte westlich von Würzburg in beide Richtungen eine Taktlücke aufweisen. Seit dem Fahrplanwechsel 2021 fahren alle ICE-Züge (außer ICE 20/21, in Tagesrandlage verkehrend, welches in Frankfurt am Main endet, und sofern es die Bauarbeiten im Ruhrgebiet zulassen) bis Dortmund Hbf und starten auch von dort. Somit bekam die Linke Rheinstrecke zwischen dem Mainzer und dem Kölner Hauptbahnhof einen ICE-Verkehr im Zweistundentakt.
| Linie  | Linienverlauf | Linienverlauf                            | Linienverlauf                                                                             | Linienverlauf | Fahrzeuge |
| ------ | --- | ---------------------------------------- | ----------------------------------------------------------------------------------------- | --- | --------- |
| ICE 91 | Dortmund – | Bochum – Essen – Duisburg – Düsseldorf – | Köln – Bonn – Koblenz – Mainz – Frankfurt Flughafen – Frankfurt – Hanau – Aschaffenburg – | Würzburg – Nürnberg – Regensburg – Plattling – Passau – Schärding – Wels – Linz – Amstetten – St. Pölten – Tullnerfeld – Wien Meidling – Wien | ICE T     |
| ICE 91 | Dortmund – | Hagen – Wuppertal – Solingen –           | Köln – Bonn – Koblenz – Mainz – Frankfurt Flughafen – Frankfurt – Hanau – Aschaffenburg – | Würzburg – Nürnberg – Regensburg – Plattling – Passau – Schärding – Wels – Linz – Amstetten – St. Pölten – Tullnerfeld – Wien Meidling – Wien | ICE T     |
| ICE 91 | Hamburg-Altona – Hamburg Dammtor – Hamburg – Hamburg-Harburg – Hannover – Göttingen – Kassel-Wilhelmshöhe – Fulda – |                                          |                                                                                           | Würzburg – Nürnberg – Regensburg – Plattling – Passau – Schärding – Wels – Linz – Amstetten – St. Pölten – Tullnerfeld – Wien Meidling – Wien | ICE T     |

Es existieren über die zweistündlich verkehrenden Züge zwei tägliche Zugpaare Hamburg – Berlin – Wien (ICE 92/93 und ICE 94/95). Das Zugpaar ICE 94/95 verkehrt auf dem Abschnitt Berlin bis Nürnberg vereint mit dem Zugpaar ICE 1694/1695. Das Zugpaar ICE 92/93 hält abweichend von den Regelzügen in Straubing anstatt in Plattling.
| Linienverlauf |
| --- |
| Hamburg-Altona – Hamburg – Berlin-Spandau – Berlin – Berlin Südkreuz – Halle – Erfurt – Coburg – Nürnberg – Regensburg – Straubing – Plattling – Passau –Wels – Linz – St. Pölten – Wien Meidling – Wien |

## Eingestellte Linien

### Eingestellte oder nicht verwirklichte ICE Sprinter
| Linie | Linienverlauf                                  | Fahrzeugeinsatz | Betriebszeit                                                         |
| ----- | ---------------------------------------------- | --------------- | -------------------------------------------------------------------- |
| ICE 1 | Hamburg – Essen – Duisburg – Düsseldorf – Köln | ICE 2, ICE 4    | von 2003 bis 2021, ab 2022 in ICE-Linie 39 integriert                |
| ICE 2 | Köln – Frankfurt – München                     | ICE 3           | von 2006 bis 2007                                                    |
| ICE 3 | Berlin Hauptbahnhof – (Hannover) – Frankfurt   | ICE 1           | von 2002 bis 2017, 2018 letzter Einzelzug in ICE-Linie 13 integriert |
| ICE 5 | Köln – Frankfurt – Stuttgart                   | ICE 3           | von 2005 bis 2006                                                    |

### Eingestellte ICE-Linien oder nicht mehr genutzte Liniennummern
| Linie  | Linienverlauf | Linienverlauf | Linienverlauf | Fahrzeugeinsatz         | Grund |
| ------ | --- | --- | --- | ----------------------- | --- |
| ICE 16 | Berlin Ostbf – Berlin – Berlin-Spandau – (Wolfsburg –) | Hannover – Göttingen – Kassel-Wilhelmshöhe – Frankfurt | (– Frankfurt Flughafen – Mainz – Wiesbaden) | ICE 1                   | Verstärkerzüge Berlin–Frankfurt über Hannover wurden 2004 bis 2007 in den Mitteilungen zu den aktuellen Fahrplanänderungen als Linie ICE 16 bezeichnet. Diese Liniennummer wurde in der Liniennetzkarte nicht verwendet. |
| ICE 21 | (Oldenburg –) Bremen – Hannover – Göttingen – Kassel-Wilhelmshöhe – Frankfurt – Darmstadt – Mannheim – Saarbrücken                                                           | (Oldenburg –) Bremen – Hannover – Göttingen – Kassel-Wilhelmshöhe – Frankfurt – Darmstadt – Mannheim – Saarbrücken                                                                                          | (Oldenburg –) Bremen – Hannover – Göttingen – Kassel-Wilhelmshöhe – Frankfurt – Darmstadt – Mannheim – Saarbrücken                                                                               | ICE 1                   | im Dezember 2005 eingestellt |
| ICE 30 | Münster - Dortmund – Bochum – Essen – Duisburg – Düsseldorf – Köln – Bonn – Koblenz – Mainz – Mannheim – Heidelberg – Vaihingen (Enz) – Stuttgart                            | Münster - Dortmund – Bochum – Essen – Duisburg – Düsseldorf – Köln – Bonn – Koblenz – Mainz – Mannheim – Heidelberg – Vaihingen (Enz) – Stuttgart                                                           | Münster - Dortmund – Bochum – Essen – Duisburg – Düsseldorf – Köln – Bonn – Koblenz – Mainz – Mannheim – Heidelberg – Vaihingen (Enz) – Stuttgart                                                | ICE T                   | 1 Zugpaar, im Dezember 2022 durch ICE 55 ersetzt |
| ICE 31 | Hamburg-Altona – Hamburg Dammtor – | Hamburg – Hamburg-Harburg – Bremen – Osnabrück – Münster – Dortmund – Hagen – Wuppertal – Solingen – Köln – Bonn – Koblenz – Bingen – Mainz Frankfurt Flughafen – Frankfurt – Hanau – Würzburg – Nürnberg – | Regensburg – Plattling – Passau | ICE 1, ICE-T            | Im Dezember 2021 durch ICE 42 und ICE 91 ersetzt |
| ICE 31 | Kiel - Neumünster - | Hamburg – Hamburg-Harburg – Bremen – Osnabrück – Münster – Dortmund – Hagen – Wuppertal – Solingen – Köln – Bonn – Koblenz – Bingen – Mainz Frankfurt Flughafen – Frankfurt – Hanau – Würzburg – Nürnberg – | München | ICE 1, ICE-T            | Im Dezember 2021 durch ICE 42 und ICE 91 ersetzt |
| ICE 35 | Norddeich Mole – Norddeich – Norden – | Emden – Leer – Papenburg – Meppen – Lingen – Rheine – Münster – Recklinghausen – Wanne-Eickel – Gelsenkirchen – Oberhausen – Duisburg – Düsseldorf – Köln – Bonn – Remagen – Andernach – Koblenz            | Emden – Leer – Papenburg – Meppen – Lingen – Rheine – Münster – Recklinghausen – Wanne-Eickel – Gelsenkirchen – Oberhausen – Duisburg – Düsseldorf – Köln – Bonn – Remagen – Andernach – Koblenz | ICE 2, ICE 4 (7-teilig) | Die beiden Zugpaare verkehrten vor Dezember 2023 und ab Juli 2024 als Intercity. |
| ICE 35 | Emden Außenhafen – | Emden – Leer – Papenburg – Meppen – Lingen – Rheine – Münster – Recklinghausen – Wanne-Eickel – Gelsenkirchen – Oberhausen – Duisburg – Düsseldorf – Köln – Bonn – Remagen – Andernach – Koblenz            | Emden – Leer – Papenburg – Meppen – Lingen – Rheine – Münster – Recklinghausen – Wanne-Eickel – Gelsenkirchen – Oberhausen – Duisburg – Düsseldorf – Köln – Bonn – Remagen – Andernach – Koblenz | ICE 2, ICE 4 (7-teilig) | Die beiden Zugpaare verkehrten vor Dezember 2023 und ab Juli 2024 als Intercity. |
| ICE 40 | Münster – Dortmund – (Bochum – Essen – Duisburg – Düsseldorf) oder (Hagen – Wuppertal – Solingen) – Köln – Siegburg/Bonn – Frankfurt Flughafen – Frankfurt                   | Münster – Dortmund – (Bochum – Essen – Duisburg – Düsseldorf) oder (Hagen – Wuppertal – Solingen) – Köln – Siegburg/Bonn – Frankfurt Flughafen – Frankfurt                                                  | Münster – Dortmund – (Bochum – Essen – Duisburg – Düsseldorf) oder (Hagen – Wuppertal – Solingen) – Köln – Siegburg/Bonn – Frankfurt Flughafen – Frankfurt                                       | ICE 3                   | im Mai 2006 durch ICE 42 ersetzt |
| ICE 51 | Dresden – Dresden-Neustadt – Leipzig – (Naumburg –) | Weimar – Erfurt – (Gotha –) Eisenach – | Bebra – Kassel-Wilhelmshöhe – Warburg – Altenbeken – Paderborn – Lippstadt – Soest – Hamm – Dortmund – Bochum – Essen – Duisburg – Düsseldorf Flughafen – Düsseldorf                             | ICE T                   | In den Jahren 2003 und 2004 existierte zwischen Weimar und Düsseldorf ein Vierstundentakt, in den Jahren 2005 und 2006 nur noch einzelne Zugpaare zwischen Dresden und Düsseldorf. Im Dezember 2007 wurde das verbliebene Zugpaar ICE 1758/1759 eingestellt. Seit 2011 ist das neue Zugpaar 1745/1746 Dresden–Düsseldorf in die Linie ICE 50 Dresden–Frankfurt integriert und besitzt keine separate Liniennummer mehr. Zum Fahrplanwechsel 2015 wurde auch dieses Zugpaar eingestellt und ging in der IC-Linie IC 50 MDV, jedoch mit Start in Leipzig, nicht mehr in Dresden, auf. |
| ICE 55 | Berlin Ostbf – Potsdam – Magdeburg – Hannover – Dortmund – Duisburg / Wuppertal – Köln                                                                                       | Berlin Ostbf – Potsdam – Magdeburg – Hannover – Dortmund – Duisburg / Wuppertal – Köln | Berlin Ostbf – Potsdam – Magdeburg – Hannover – Dortmund – Duisburg / Wuppertal – Köln | ICE 1                   | im Dezember 2005 eingestellt |
| ICE 65 | Dresden – Chemnitz – Hof – Bayreuth/ – Marktredwitz – Nürnberg | Dresden – Chemnitz – Hof – Bayreuth/ – Marktredwitz – Nürnberg | Dresden – Chemnitz – Hof – Bayreuth/ – Marktredwitz – Nürnberg | ICE TD                  | Verkehrte im Fahrplanjahr 2001 als ICE 17. Ende 2003 wegen mehrerer Probleme mit dem ICE TD eingestellt. |
| ICE 75 | København – Høje Taastrup – Næstved – Vordingborg – Nykøbing – Rødby – Puttgarden – Oldenburg – Lübeck – Hamburg                                                             | København – Høje Taastrup – Næstved – Vordingborg – Nykøbing – Rødby – Puttgarden – Oldenburg – Lübeck – Hamburg                                                                                            | København – Høje Taastrup – Næstved – Vordingborg – Nykøbing – Rødby – Puttgarden – Oldenburg – Lübeck – Hamburg                                                                                 | ICE TD                  | im Dezember 2017 in IC-Linie überführt |
| ICE 75 | – Berlin-Spandau – Berlin – Berlin Ostbahnhof | – Berlin-Spandau – Berlin – Berlin Ostbahnhof | – Berlin-Spandau – Berlin – Berlin Ostbahnhof | ICE TD                  | Bedienung Berlins bereits im Dezember 2015 eingestellt |
| ICE 76 | Aarhus – Skanderborg – Horsens – Vejle – Fredericia – Kolding – Padborg – Flensburg – Schleswig – Rendsburg – Neumünster – Hamburg Dammtor – Hamburg – Berlin – Berlin Ostbf | Aarhus – Skanderborg – Horsens – Vejle – Fredericia – Kolding – Padborg – Flensburg – Schleswig – Rendsburg – Neumünster – Hamburg Dammtor – Hamburg – Berlin – Berlin Ostbf                                | Aarhus – Skanderborg – Horsens – Vejle – Fredericia – Kolding – Padborg – Flensburg – Schleswig – Rendsburg – Neumünster – Hamburg Dammtor – Hamburg – Berlin – Berlin Ostbf                     | ICE TD                  | am 13. Dezember 2015 in EC-Linie 76 mit dänischen IC3-Fahrzeugen umgewandelt |
| ICE 80 | Dortmund – Essen – Duisburg – Düsseldorf – Köln – Aachen – Liège-Guillemins – Paris Nord                                                                                     | Dortmund – Essen – Duisburg – Düsseldorf – Köln – Aachen – Liège-Guillemins – Paris Nord | Dortmund – Essen – Duisburg – Düsseldorf – Köln – Aachen – Liège-Guillemins – Paris Nord | Thalys                  | Die DB beendete im Dezember 2016 die Zusammenarbeit mit dem Thalys, daher zählt diese nicht mehr zu den ICE-Linien. |
| ICE 87 | (Frankfurt – Darmstadt – Bensheim – Heidelberg –) Stuttgart – Singen – Zürich                                                                                                | (Frankfurt – Darmstadt – Bensheim – Heidelberg –) Stuttgart – Singen – Zürich | (Frankfurt – Darmstadt – Bensheim – Heidelberg –) Stuttgart – Singen – Zürich | ICE T                   | ab 21. März 2010 durch IC 87 ersetzt, da aufgrund von Problemen an den Radsatzwellen nicht genügend ICE T verfügbar sind |
| ICE 88 | München – Memmingen – Lindau – Zürich | München – Memmingen – Lindau – Zürich | München – Memmingen – Lindau – Zürich | ICE TD                  | Einzelzüge bis Dezember 2003 mit ICE TD, anschließend komplett durch EC 88 ersetzt |

### In anderen Linien aufgegangene Teilabschnitte
| Linie  | Linienverlauf                                                                     | Fahrzeugeinsatz            | Grund |
| ------ | --------------------------------------------------------------------------------- | -------------------------- | --- |
| ICE 10 | – Bonn – Remagen – Andernach – Koblenz                                            | ICE 2, ICE 4               | ab Dezember 2023 Abschnitt durch neue Linie 19 ersetzt |
| ICE 11 | – Berlin-Spandau – Braunschweig – Hildesheim – Göttingen – Kassel-Wilhelmshöhe –  | ICE 1                      | ab Dezember 2017 über Erfurt geführt, Abschnitt durch neue Linie 13 ersetzt |
| ICE 19 | – Bingen – Mainz – Mannheim – Heidelberg – Stuttgart                              | ICE 1                      | seit Juli 2024 eingestellt, weiterhin durch Linie 55 bedient |
| ICE 25 | – Tutzing – Murnau – Oberau – Garmisch-Partenkirchen                              | ICE 1, ICE 2, ICE 3, ICE T | ab Dezember 2017 eingestellt, weiterhin noch von Linie 28 und 41 bedient |
| ICE 28 | kein Halt mehr in Bitterfeld und Erlangen                                         | ICE T                      | seit Dezember 2017 Halt anderer Linien; Halt in Erlangen spätestens im Fahrplanjahr 2019/20 im Zweistundentakt wieder aufgenommen |
| ICE 28 | – Naumburg (Saale) – Jena Paradies – Saalfeld (Saale) – Lichtenfels –             | ICE T                      | im Dezember 2017 eingestellt aufgrund der Inbetriebnahme der Schnellfahrstrecke Erfurt–Nürnberg |
| ICE 28 | – Mittenwald – Seefeld – Innsbruck                                                | ICE T                      | seit Dezember 2017 nur noch bis Garmisch-Partenkirchen |
| ICE 28 | – Leipzig – Erfurt – Gotha – Eisenach                                             | ICE T                      | im Dezember 2017 eingestellt |
| ICE 28 | – Leipzig – Erfurt – Fulda – Würzburg – Nürnberg –                                | ICE T                      | Aufgrund umfangreicher Bauarbeiten und Sperrung der Bahnstrecke zwischen Hallstadt und Bad Staffelstein in Oberfranken wurde die ICE-Linie 28 Hamburg-Berlin–Leipzig–Nürnberg–München vom 11. Januar 2016 bis 4. September 2016 zweistündlich über Fulda umgeleitet, in den anderen Stunden entfiel die Linie zwischen Leipzig und Nürnberg. |
| ICE 43 | Amsterdam – Utrecht – Arnheim – Oberhausen –                                      | ICE3M                      | seit Dezember 2024 in der Linie 78 integriert |
| ICE 50 | Saarbrücken – Homburg – Kaiserslautern – Neustadt (Wstr) – Mannheim – Darmstadt – | ICE T                      | seit Dezember 2018 Teil von Linie 15 |
| ICE 91 | Hamburg – Hamburg-Harburg – Bremen – Osnabrück – Münster –                        | ICE T                      | seit Dezember 2018 Teil von Linie 42 |